# Tour de France 2021
Le Tour de France 2021 est la 108e édition du Tour de France cycliste, organisée dans le cadre de l'UCI World Tour 2021. Le grand départ a lieu le 26 juin 2021 à Brest et l'arrivée est jugée le 18 juillet à Paris, sur l'avenue des Champs-Élysées.
Le Slovène Tadej Pogačar (UAE Team Emirates) sort vainqueur de l'épreuve pour la seconde année consécutive. Il remporte également, comme l'année précédente, les classements du meilleur jeune et du meilleur grimpeur, ainsi que trois victoires d'étapes. Le podium est complété par le Danois Jonas Vingegaard (Jumbo-Visma), l'une des révélations de ce Tour de France, et l'Équatorien Richard Carapaz (Ineos Grenadiers).
Le Britannique Mark Cavendish (Deceuninck-Quick Step) remporte, cinq ans après sa dernière victoire sur le Tour, quatre sprints massifs, égalant le record de victoires d'Eddy Merckx ; il est également vainqueur pour la seconde fois du classement par points, dix ans après sa première victoire. Le Français Franck Bonnamour (B&B Hotels p/b KTM), participant à de nombreuses échappées, se voit attribuer le prix de la combativité pour sa première participation. Quant au classement par équipes, il est remporté par Bahrain Victorious, grâce notamment aux victoires de Dylan Teuns et Matej Mohorič.

## Parcours

### Généralités
La 108e édition a été présentée le 1er novembre 2020 par Christian Prudhomme, directeur général du Tour de France, sur le plateau de Stade 2. Elle est longue de 3 414,4 kilomètres et répartie en vingt-et-une étapes : huit de plaine, six accidentées, six de montagne et deux contre-la-montre individuels. Outre la France, la principauté d'Andorre est le seul pays étranger visité. Elle parcourt quatre massifs : le Massif armoricain, le Massif central, les Alpes et enfin les Pyrénées. Dans l'Hexagone, neuf régions et trente-et-un départements sont traversés.
Le Grand Départ était initialement prévu à Copenhague (Danemark). Mais fin juillet 2020, les organisateurs pensent modifier le lieu du départ en raison de l'Euro de football, reporté en 2021, dont quatre matchs doivent se dérouler à Copenhague sur la même période, rendant le Grand Départ du Danemark impossible. Le départ doit également être avancé d'une semaine, car les Jeux Olympiques ont aussi été reportés, et dont la course en ligne de cyclisme sur route est programmée pour le 24 juillet. Le 10 août 2020, le Grand Départ est officiellement déplacé à Brest. Le 15 octobre 2020, Amaury Sport Organisation (ASO) annonce le programme des cinq premières étapes qui resteront dans l’Ouest du pays, avec quatre étapes en Bretagne et une journée en Mayenne.

### Le Grand Départ de Bretagne

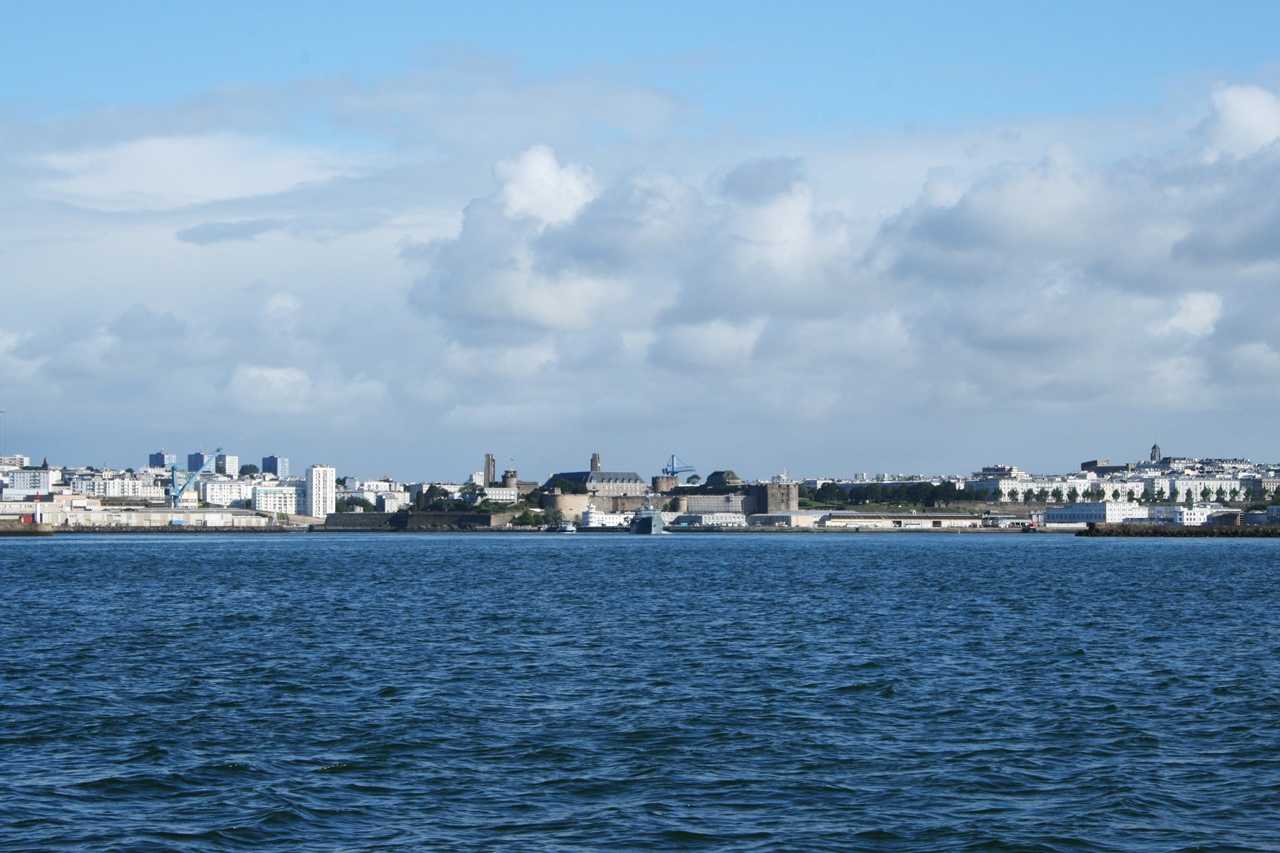
Brest, ville du Grand Départ.

Brest accueille pour la quatrième fois le départ du Tour de France, après les éditions 1952, 1974 et 2008, ce qui en fait la deuxième ville (après Paris) ayant le plus souvent accueilli le départ de cette course. Les quatre premières étapes sont bretonnes (Brest - Landerneau, Perros-Guirec - Mûr-de-Bretagne, Lorient - Pontivy et Redon - Fougères), chacune de ces étapes se déroulant dans un seul département, à savoir : le Finistère, les Côtes-d'Armor, le Morbihan puis l'Ille-et-Vilaine. Pour le premier jour de course, les coureurs quitteront la Cité du Ponant par le sud, via Daoulas, Le Faou, le pont de Térénez, Argol sur la presqu'île de Crozon, puis Pentrez plage et Locronan pour rejoindre la seconde plus grande ville et la préfecture du département, Quimper. Le tracé remonte vers le nord par Châteaulin et sa redoutable côte de Stang Ar Garront, Pleyben, Brasparts et les monts d'Arrée avec le mont Saint-Michel de Brasparts et la côte de Saint-Rivoal. Le parcours passe ensuite par Saint-Éloy, Tréflévénez et Saint-Urbain avant de rejoindre l'arrivée située au sommet de la côte de la Fosse aux Loups (3 km à 5,7 %), sur les hauteurs de Landerneau, pour sacrer un puncheur, chose assez rare pour une première étape de Tour. Le lendemain, c'est au tour du département des Côtes-d'Armor d'être visité par la grande boucle, entre Perros-Guirec et la double ascension à Mûr-de-Bretagne, via la Côte de granit rose jusqu'à Trébeurden avant de se diriger vers Lannion, Paimpol puis Saint-Brieuc, et de rentrer définitivement dans les terres pour aller chercher un nouveau final d'étape pour puncheurs (2 km à 6,9 %).
Le troisième jour, c'est une étape plus calme qui attend les coureurs dans le Morbihan entre Lorient et Pontivy, la victoire ne devrait pas échapper aux sprinteurs. S'ensuit une deuxième étape pour le même type de coureur dans le département d'Ille-et-Vilaine entre Redon et Fougères.

### Première semaine: du Nord-Ouest de la France aux Alpes
La cinquième étape est la première en dehors des frontières de la Bretagne. Il s'agit d'un contre-la-montre individuel au cœur de la Mayenne, joignant la ville périphérique de Changé à sa préfecture Laval (dont l'arrivée est située devant « l'Espace Mayenne »), c'est la première des deux épreuves chronométrées au programme. Le lendemain, les coureurs quittent Tours et les bords de la Loire pour gagner Châteauroux : il s'agit d'une étape courte (144 km) mais sans doute nerveuse si le vent s'invite. La septième étape relie Vierzon au Creusot en traversant le Morvan sur une distance record de 249 km, soit du jamais vu depuis la 20e étape du Tour de France 2000. La victoire est destinée à un baroudeur ou à un puncheur au vu des difficultés de la journée, dont le point d'orgue est sans doute le signal d'Uchon (5,7 km à 5,7 %, et dont le dernier kilomètre est à 13,1 %).
Pour la première fois depuis le Tour de France 2014, il n'y a que deux étapes alpestres au programme cette année. La première relie Oyonnax au Grand-Bornand via Mont-Saxonnex (5,7 km à 8,3 %), le col de Romme (8,8 km à 8,9 %) et le col de la Colombière (7,5 km à 8,5 %), avant de plonger sur la commune touristique savoyarde. Quant à la seconde, elle se déroule entre Cluses et Tignes sur 144 km par la côte de Domancy (2,5 km à 9,4 %), le col des Saisies (9,4 km à 6,2 %), le col du Pré (12,6 km à 7,7 %), le cormet de Roselend (5,7 km à 6,5 %) et la montée finale vers la station alpine (21 km à 5,6 %).

### Deuxième semaine: de la Savoie à l'Andorre, en passant par le Ventoux

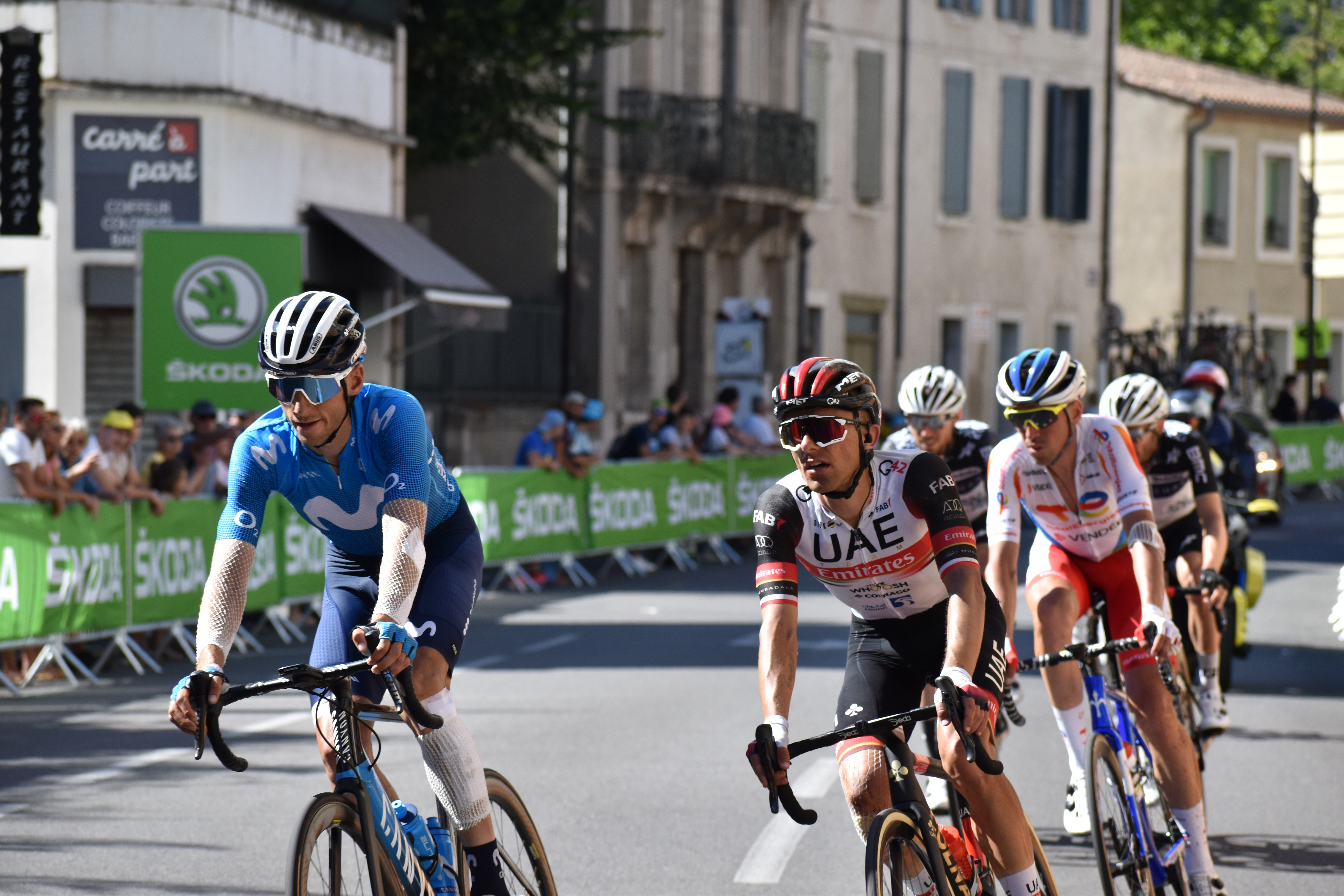
Arrivée de la 13e étape du Tour de France 2021 à Carcassonne.

Au lendemain du premier jour de repos, s'ensuit une étape pour les sprinteurs entre Albertville, ville organisatrice des JO d'hiver de 1992, et Valence, à la veille d'une étape autour du mont Ventoux. Pour cette onzième étape, les coureurs partent de Sorgues pour gravir le mont Ventoux depuis Sault (24,3 km à 5 %). Après être redescendu sur Malaucène, le peloton doit gravir le « mont Chauve » une seconde fois, cette fois-ci depuis Bédoin, soit par le plus réputé des trois versants possibles (15,7 km à 8,8 %). Toutefois, l'arrivée est placée à Malaucène après une ultime descente, c'est la première fois depuis 1994 que l'arrivée ne se trouve pas au sommet. Ensuite, deux étapes de transition sont au programme pour les coureurs. La douzième étape reliant Saint-Paul-Trois-Châteaux et Nîmes ; cette dernière avait déjà accueilli, en 2019, une étape autour de la ville. L'étape suivante, sans grande difficulté, part de la préfecture gardoise pour rejoindre une autre préfecture, celle de l'Aude, Carcassonne.

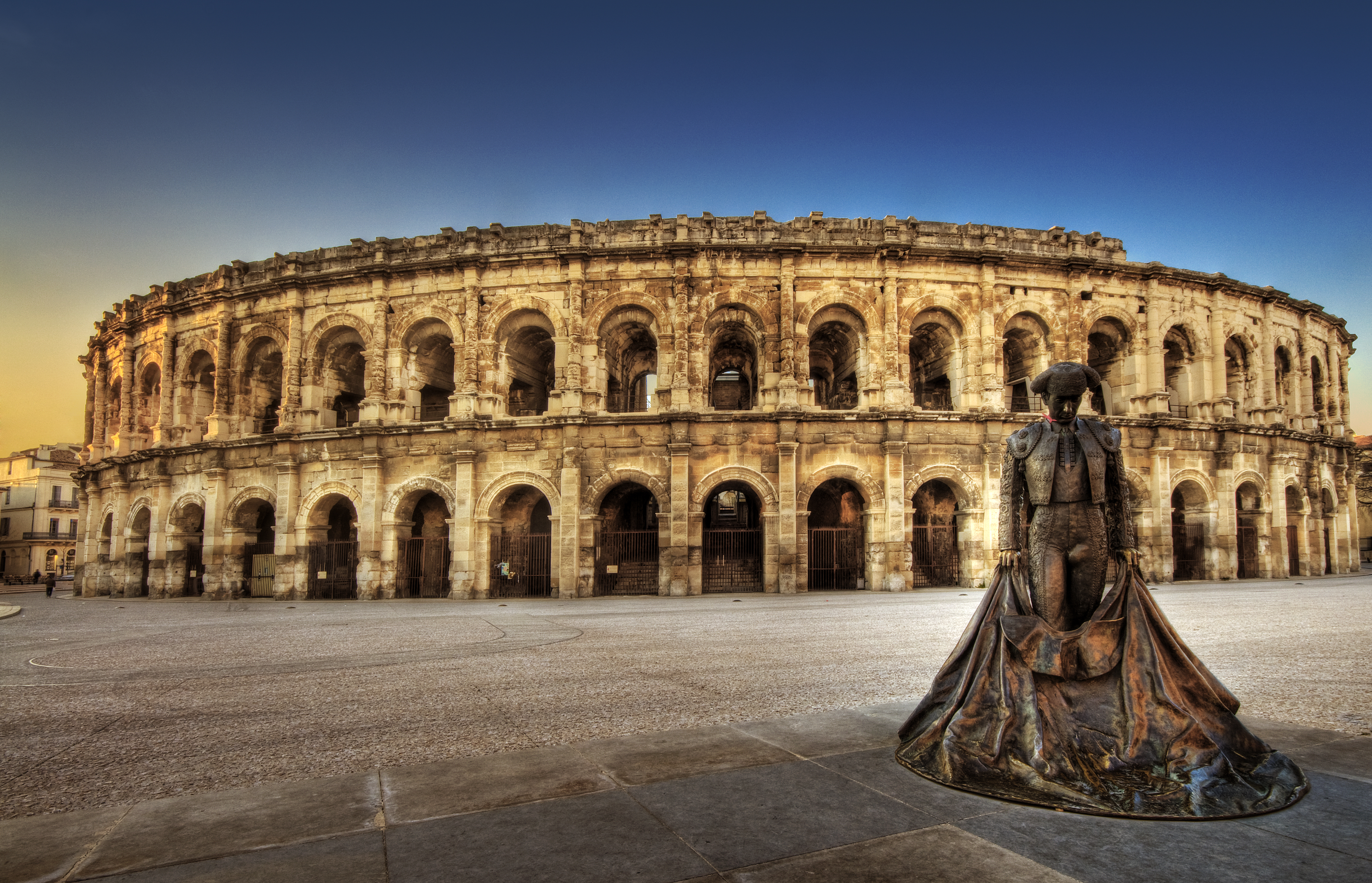
Nîmes accueille une arrivée et un départ d'étape.

La 108e édition ne compte pas moins de cinq étapes pyrénéennes. La quatorzième étape part de Carcassonne et arrive à Quillan, une traversée de 184 km dans les départements de l'Aude et de l'Ariège. Cette étape est classée accidentée, elle emprunte de nombreuses difficultés : le col du Bac, puis le col de Montségur (4,2 km à 8,6 %) et, dans les 80 derniers kilomètres, s'enchainent le col de la Croix des Morts (6,8 km à 5,8 %), la côte de Galinagues, le col Notre-Dame, la descente vers Axat, la remontée au col Campérié, le col de Saint-Louis (emprunté pour la première fois dans l'histoire du Tour ; 4,7 km à 7,4 %) pour enfin 17 km de descente et de faux plat vers Quillan. Céret, sous-préfecture pyrénéenne accueille le départ de la quinzième étape. Le département n'avait plus vu le Tour de France depuis 2009, lors de la victoire de Thomas Voeckler à Perpignan. Cette étape commence calmement avec, dès les premiers kilomètres, des petites côtes. Au bout d'une cinquantaine de kilomètres, la vallée empruntée, celle de la Têt, s'encaisse et la route commence à monter avec la longue et assez roulante côte de Mont-Louis (8,4 km à 5,7 %). Suivent une courte descente vers Enveitg, un faux plat montant jusqu'à Porté-Puymorens, puis l'enchaînement terrible du col de Puymorens (5,9 km à 4,6 %), la très courte descente, le court faux plat vers la station de ski du Pas de la Case, passage en principauté d'Andorre, et la montée raide (jusqu'à 7,5 % au maximum de la pente) jusqu'au point culminant de l'étape et de l'édition 2021 : le port d'Envalira (2 408 mètres avec 10,7 km à 6,2 %), le souvenir Henri-Desgrange va y être décerné. Une longue descente jusqu'à Encamp est empruntée pour ensuite pouvoir se hisser sur les pentes raides du col de Beixalís (6,4 km à 8,5 %). Suivent quinze kilomètres de descente vers Andorre-la-Vieille, la capitale andorrane pour aller chercher une victoire prestigieuse.

### Troisième semaine: des Pyrénées au Bordelais, avant l'arrivée à Paris

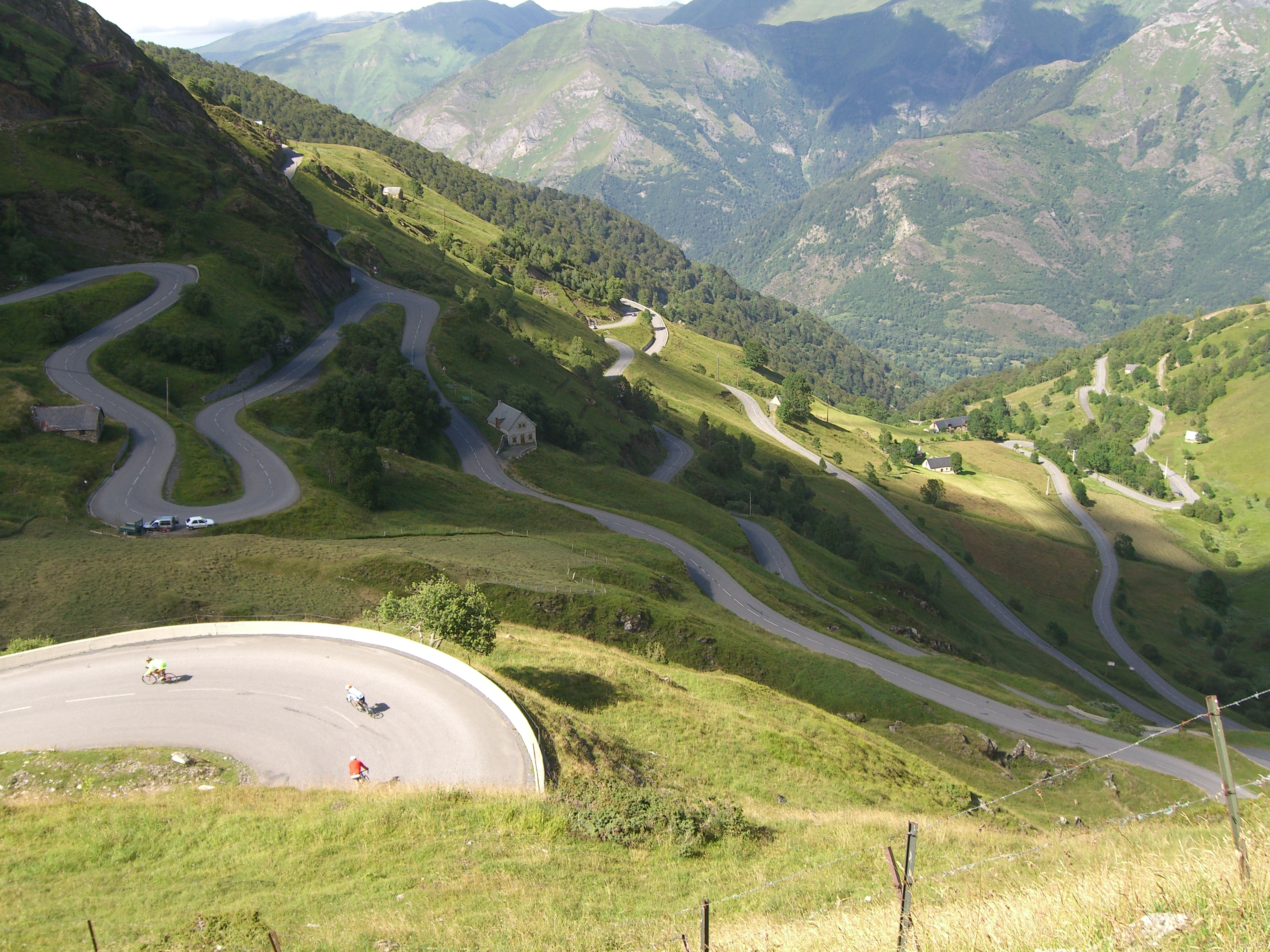
La montée à Luz-Ardiden, dernière ascension de la course.

À la suite du repos, les coureurs reprennent la route, toujours dans la principauté d’Andorre, le départ étant situé à la frontière, au Pas de la Case, avant de la quitter pour revenir en Ariège, franchir le col de Port, le col de la Core et l'habituel col de Portet-d'Aspet ; l'arrivée de cette seizième étape est située à Saint-Gaudens. La dix-septième étape, le jour de la fête nationale est composée d'un triptyque : partant de Muret, au large du massif, la route s’élève dans la dernière moitié de l'étape après le passage à Bagnères-de-Luchon ; trois géants se présentent ensuite devant les coureurs : le col de Peyresourde (13,2 km à 7 %), le col de Val-Louron (7,4 km à 8,3 %) et l'arrivée à 2 215 mètres d'altitude au col de Portet à Saint-Lary-Soulan. La dix-huitième étape est la dernière de montagne de cette édition, courte mais intense : tout d'abord, le col du Tourmalet est grimpé (17,1 km à 7,3 %), où le souvenir Jacques-Goddet est attribué, puis la montée vers la station de ski de Luz-Ardiden (13,3 km à 7,4 %) constitue la dernière grande ascension de ce Tour. Le lendemain, l'étape est plate entre Mourenx et Libourne, représentant une occasion pour les sprinteurs après les difficiles étapes pyrénéennes.
La vingtième étape, le deuxième contre-la-montre de cette édition, est placé la veille de l'arrivée à Paris, comme lors du Tour 2019. Cette épreuve chronométrée dans le Bordelais relie Libourne à Saint-Émilion. Ces trente-et-un kilomètres sont la dernière occasion de perturber le classement final. Un dernier transfert aérien amène les coureurs en région parisienne, dans les Yvelines, à Chatou pour le départ de la dernière étape et le traditionnel défilé avant de rejoindre Paris pour les huit allers-retours habituels sur les Champs-Élysées, où il y a de fortes chances de voir un sprinteur remporter l'étape.

## Équipes
En tant qu'épreuve World Tour, les 19 équipes World Tour participent automatiquement à la course. En terminant meilleure formation de deuxième division, l'équipe Alpecin-Fenix a le droit, sans obligation, de prendre part à toutes les manches du calendrier World Tour. En l’occurrence, la formation a décidé de prendre part au Tour de France. Par ailleurs, ASO a également convié les équipes françaises Arkéa-Samsic, B&B Hotels p/b KTM et TotalEnergies, qui étaient déjà présentes sur la dernière édition. Ainsi, 23 équipes participeront à la course, soit une de plus qu'habituellement, en vertu d'un règlement de l'UCI qui autorise les organisateurs des grands tours à inviter une formation supplémentaire pour faire face aux conséquences de la pandémie de Covid-19.
| WorldTeams (19)- AG2R Citroën Team - Astana-Premier Tech - Bahrain Victorious - Bora-Hansgrohe - Intermarché-Wanty-Gobert Matériaux - Cofidis - Deceuninck-Quick Step - EF Education-Nippo - Team BikeExchange - Groupama-FDJ - Ineos Grenadiers - Israel Start-Up Nation - Jumbo-Visma - Lotto Soudal - Movistar Team - Qhubeka NextHash - Team DSM - Trek-Segafredo - UAE Team Emirates ProTeams (4)- Alpecin-Fenix - B&B Hotels p/b KTM - Arkéa-Samsic - TotalEnergies |
| |

### Liste des participants
Chaque équipe est composée de huit coureurs, ce qui donne un total de 184 cyclistes sur la liste de départ. Sur ce nombre, 45 participent à leur premier Tour de France. Les coureurs viennent de 27 pays différents. 8 pays comptent plus de 10 coureurs dans la course : la France (33), la Belgique (22), l'Espagne (17), les Pays-Bas (14), l'Allemagne (12), le Danemark (11), le Royaume-Uni et l'Australie (10). Seulement neuf italiens sont au départ de la course, le chiffre le plus bas depuis 1984. Aucun pays n'est représenté pour la première fois sur le Tour. L'âge moyen des coureurs en course est de 29,63 ans, allant de 22 ans pour Fred Wright à 41 ans pour Alejandro Valverde. L'équipe DSM a la moyenne d'âge la plus jeune, tandis que l'équipe Israel Start-Up Nation a la moyenne d'âge la plus âgée. La taille moyenne des coureurs présents est de 1,81 m, tandis que le poids moyen est de 69,4 kg. 
Sur la liste de départ, on compte 10 vainqueurs de grands tours : Christopher Froome (Tour d'Espagne 2011, Tour de France 2013, Tour de France 2015, Tour de France 2016, Tour de France 2017, Tour d'Espagne 2017 et Tour d'Italie 2018), Vincenzo Nibali (Tour d'Espagne 2010, Tour d'Italie 2013, Tour de France 2014 et Tour d'Italie 2016), Primož Roglič (Tour d'Espagne 2019 et Tour d'Espagne 2020), Nairo Quintana (Tour d'Italie 2014 et Tour d'Espagne 2016), Tao Geoghegan Hart (Tour d'Italie 2020), Tadej Pogačar (Tour de France 2020), Simon Yates (Tour d'Espagne 2018), Alejandro Valverde (Tour d'Espagne 2009), Geraint Thomas (Tour de France 2018) et Richard Carapaz (Tour d'Italie 2019). 
On compte également 40 anciens vainqueurs d'étapes : Mark Cavendish est celui qui en compte le plus avec 30 victoires entre 2008 et 2016. Il devance Peter Sagan qui a remporté 12 étapes entre 2012 et 2019.

## Favoris et principaux participants

### Pour le classement général

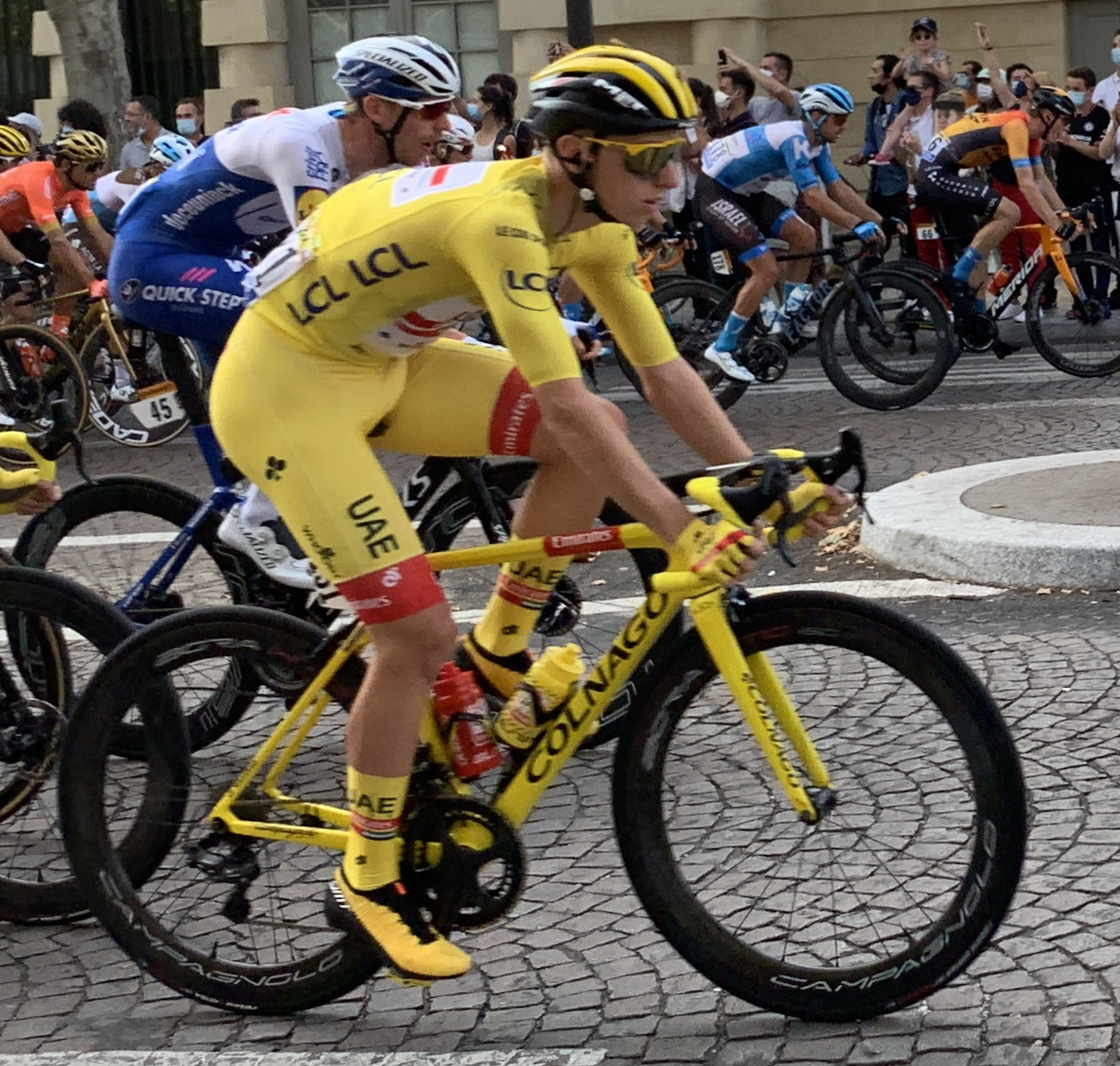
Tadej Pogačar, tenant du titre et parmi les favoris de l'édition 2021.

Les deux grands favoris pour la victoire finale sont les Slovènes Tadej Pogačar (UAE Team Emirates) et Primož Roglič (Jumbo-Visma), respectivement premier et deuxième de l'édition précédente. Les deux coureurs occupent les deux premières places du classement mondial et font partie des meilleurs grimpeurs et rouleurs du peloton. Depuis le début d'année, Pogačar a remporté le Tour des Émirats arabes unis, Tirreno-Adriatico et Liège-Bastogne-Liège, tandis que Roglič a gagné trois étapes de  Paris-Nice et le Tour du Pays basque.
L'équipe Ineos Grenadiers est emmenée par le vainqueur du Tour de France 2018 Geraint Thomas et le lauréat du Tour d'Italie 2019 Richard Carapaz. Le Gallois a récemment terminé troisième du Critérium du Dauphiné et semble le mieux placé pour briller à la fois en montagne et sur les contre-la-montre, tandis que Carapaz est l'un des meilleurs grimpeurs du peloton actuel. Ils sont accompagnés du vainqueur du Tour d'Italie 2020 Tao Geoghegan Hart et de Richie Porte, troisième du Tour 2020 et vainqueur du dernier Critérium du Dauphiné. L'équipe Movistar aligne trois coureurs susceptibles de jouer un rôle au classement général, à savoir la nouvelle recrue Miguel Ángel López, accompagnée par les Espagnols Enric Mas et Alejandro Valverde.
Les autres candidats à une bonne place au général sont les Colombiens Nairo Quintana (Arkéa-Samsic), Rigoberto Urán et Sergio Higuita (EF Education-Nippo). Les coureurs cités comme outsiders sont Steven Kruijswijk (Jumbo-Visma), Ben O'Connor (AG2R Citroën), David Gaudu (Groupama-FDJ), Emanuel Buchmann (Bora-Hansgrohe), Michael Woods (Israel Start-Up Nation), Jack Haig (Bahrain Victorious), Wilco Kelderman (Bora-Hansgrohe), Julian Alaphilippe (Deceuninck-Quick Step), Guillaume Martin (Cofidis), Bauke Mollema (Trek-Segafredo) et Simon Yates (Team BikeExchange),,.

### Pour le classement par points
Pour le classement par points, le grand favori est le Slovaque Peter Sagan (Bora-Hansgrohe), septuple vainqueur du maillot vert, qui a pour objectif de remporter une nouvelle fois le classement. Ses principaux adversaires sont Wout van Aert (Jumbo-Visma), Michael Matthews (BikeExchange), Sonny Colbrelli (Bahrain Victorious), Mathieu van der Poel (Alpecin-Fenix) et Arnaud Démare (Groupama-FDJ).
Les autres sprinteurs présents au départ sont Caleb Ewan, Cees Bol, Tim Merlier, Mark Cavendish, Bryan Coquard, Nacer Bouhanni, Mads Pedersen, Christophe Laporte ou encore André Greipel.

### Pour le classement du meilleur grimpeur
Comme souvent, aucun favori ne se dégage pour le classement du meilleur grimpeur. Les anciens vainqueurs du maillot à pois présents au départ sont Rafał Majka (double lauréat en 2014 et 2016), Nairo Quintana, Christopher Froome, Warren Barguil, Julian Alaphilippe et Tadej Pogačar (lauréat en titre).
Outre les anciens lauréats, les noms le plus souvent cités sont Guillaume Martin (Cofidis), Esteban Chaves (Team BikeExchange), Ben O'Connor (AG2R Citroën) et Simon Yates (Team BikeExchange). D'autres coureurs peuvent prétendre à la victoire comme David Gaudu, Michael Woods, Jakob Fuglsang, Dan Martin, Vincenzo Nibali, Jack Haig, Valentin Madouas, Pierre Rolland, voire Kenny Elissonde.
Enfin, les grands favoris du général comme Richard Carapaz, Primož Roglič ou encore Miguel Ángel López sont également des vainqueurs potentiels du maillot à pois.

### Pour le classement du meilleur jeune
L'unique favori du classement du meilleur jeune est le tenant du titre, Tadej Pogačar (UAE Team Emirates). Les autres coureurs attendus sont David Gaudu, Lucas Hamilton, Sergio Higuita, Jonas Vingegaard et Brandon McNulty.

### Victoires d'étape
Déjà vainqueurs d'étape sur le Tour d'Italie et le Tour d'Espagne dans le passé, Nacer Bouhanni, Esteban Chaves et Matej Mohorič sont en lice sur ce Tour pour rejoindre la liste des cyclistes vainqueurs d'étapes sur les trois grands tours.

## Barème des classements

### Classement général
Le classement général individuel au temps s'établit par l’addition des temps réalisés par chaque coureur dans les 21 étapes compte tenu des pénalités et des bonifications en temps (10, 6 et 4 secondes pour les trois premiers de chaque étape en ligne et 8, 5 et 2 secondes pour chaque point bonus).
En cas d'égalité de temps au classement général, les centièmes de seconde enregistrés par les chronométreurs lors du contre-la-montre « individuel » sont réincorporés dans le temps total pour départager les coureurs. En cas de nouvelle égalité, il est fait appel à l'addition des places obtenues à chaque étape et, en dernier ressort, à la place obtenue dans la dernière étape disputée.

#### Bonifications
Des bonifications sont attribuées dans toutes les arrivées des étapes en ligne, et donc à l'exception des étapes de contre-la-montre individuel. Elles sont de 10, 6 et 4 secondes aux trois premiers coureurs classés.
Des bonifications appelées Points Bonus sont attribuées au passage de cols ou au sommet de côtes situés à des endroits clés du parcours. Il y a au total 6 Points Bonus répartis dans les 2e, 7e, 8e, 11e, 14e et 15e étapes. Ces bonifications sont de 8, 5 et 2 secondes aux trois premiers coureurs classés.

#### Règle des 3 kilomètres
La règle des « trois kilomètres », qui permet à un coureur victime d'un incident mécanique ou d'une chute dans les trois derniers kilomètres d'une étape d'être crédité du temps du groupe auquel il appartenait, ne s'applique pas pour la 5e et la 20e étape (contre-la-montre individuel) et pour les arrivées au sommet des 1re, 2e, 9e, 17e et 18e étapes.
Le final à Carcassonne étant jugé particulièrement technique par l'UCI, cette règle est étendue aux 4,5 kilomètres lors de la 13e etape.

### Classements annexes

#### Classement par points
Le classement par points est établi en fonction du barème suivant :
- arrivée des étapes de plaine : 50, 30, 20, 18, 16, 14... jusqu'à 2 points pour le 15e coureur classé ;
- arrivée des étapes de moyenne montagne : 30, 25, 22, 19, 17, 15, etc. jusqu'à 2 points pour le 15e coureur classé ;
- arrivée des étapes de montagne : 20, 17, 15, 13, 12, 10, 9, etc. jusqu'à 1 point pour le 15e coureur classé ;
- arrivée des étapes de contre-la-montre individuel : 20, 17, 15, 13, 12, 10, 9, etc. jusqu'à 1 point pour le 15e coureur classé ;
- sprints intermédiaires : 20, 17, 15, 13, 12, 10, 9, etc. jusqu'à 1 point pour le 15e coureur classé.

#### Classement de la montagne

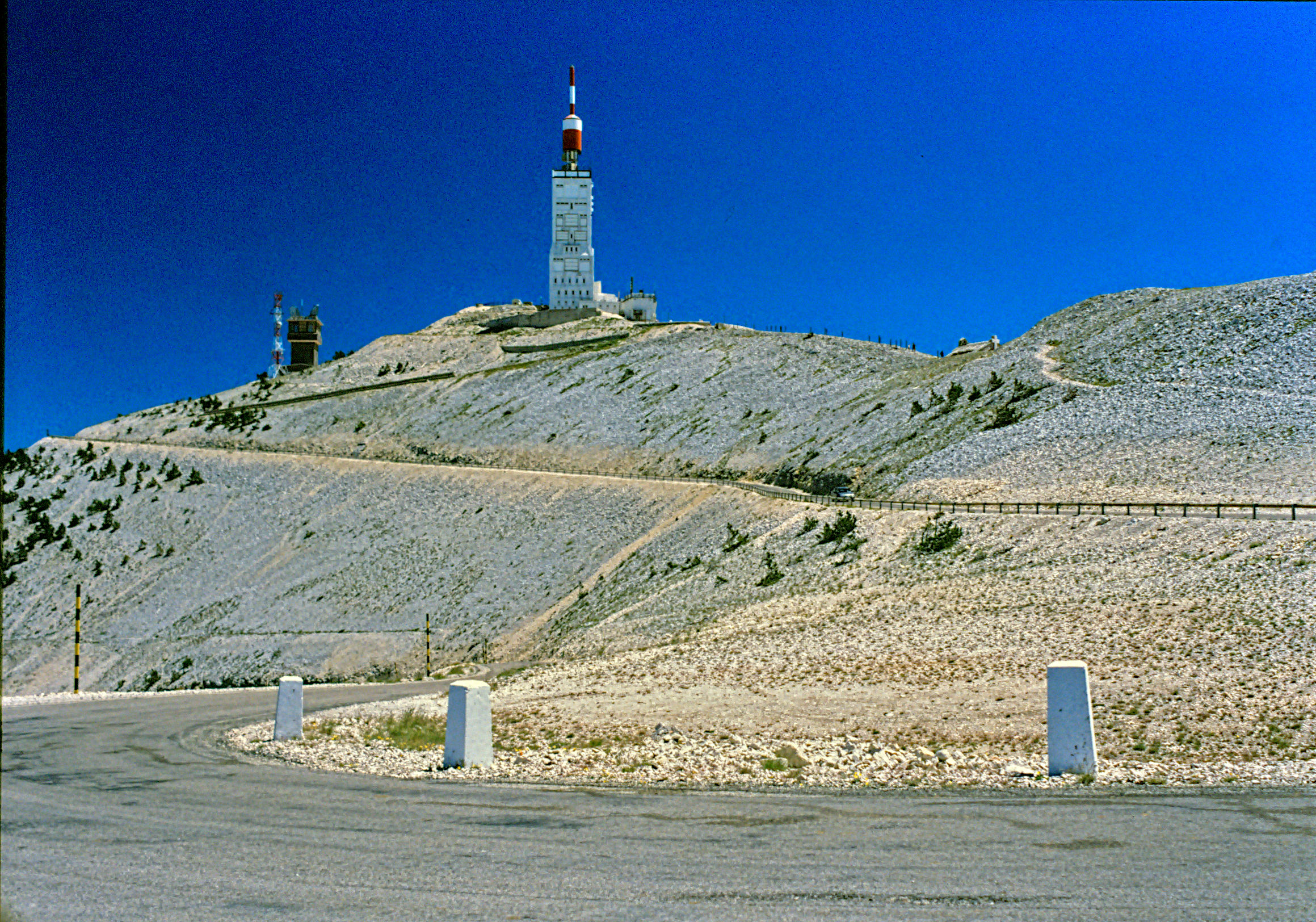
Double ascension du Mont Ventoux dans cette édition.

Le classement de la montagne est établi en fonction du barème suivant :
- Côtes hors catégorie : 20, 15, 12, 10, 8, 6, 4 et 2 points pour les 8 premiers coureurs classés ;
- Côtes de 1re catégorie : 10, 8, 6, 4, 2 et 1 point pour les 6 premiers coureurs classés ;
- Côtes de 2e catégorie : 5, 3, 2 et 1 point pour les 4 premiers coureurs classés ;
- Côtes de 3e catégorie : 2 et 1 point pour les 2 premiers coureurs classés ;
- Côtes de 4e catégorie : 1 point pour le premier coureur classé.

Les points attribués sont doublés lors de la 11e étape et du 2e passage au sommet du mont Ventoux et aux arrivées des 17e et 18e étapes.

#### Classement des jeunes
Le classement des jeunes est réservé aux coureurs nés depuis le 1er janvier 1996. Le premier d'entre eux au classement général individuel au temps est le leader journalier des jeunes. À l'issue de la dernière étape, il est déclaré vainqueur du classement des jeunes.

#### Classement par équipes
Le classement général par équipes s'établit par l'addition des trois meilleurs temps individuels de chaque équipe. Dans les classements d'étape, en cas d'ex æquo, les équipes réalisant le même temps sont départagées par l'addition des places obtenues par leurs trois meilleurs coureurs au classement de cette étape. En cas de nouvelle égalité, les équipes sont départagées par la place de leur meilleur coureur au classement de l'étape.
Au classement général, en cas d'ex æquo, les équipes sont départagées par leur nombre de victoires d’étapes par équipe, puis par leur nombre de places de deuxième, et ainsi de suite jusqu'à ce qu'un nombre de places obtenues par l'une ou l'autre permette d'établir leur classement définitif. S'il y a toujours égalité, les équipes sont départagées par la place de leur meilleur coureur au classement général individuel. Toute formation réduite à moins de 3 coureurs est éliminée du classement général par équipes.

#### Prix de la combativité
Le prix de la combativité récompense le coureur le plus généreux dans l'effort et manifestant le meilleur esprit sportif. Ce prix, attribué dans les étapes en ligne à l'exception de la dernière étape, est décerné par un jury présidé par le directeur de l'épreuve :
- le plus combatif de l'étape porte dans l'étape suivante des dossards de couleur rouge ;
- un super-combatif est désigné par les membres du jury à la fin du Tour de France.

### Récompenses
Au total, 2 288 450 € sont distribués lors de ce Tour. Le vainqueur du classement général final remporte 500 000 €, une prime étant versée jusqu'au dernier coureur classé (1 000 €).
| Classement général | Pour les classements généraux | Pour les classements généraux | Pour les classements généraux | Pour les classements généraux | Pour les classements généraux | Pour les classements généraux | Classement d'étape | Pour les classements d'étape | Pour les classements d'étape | Pour les classements d'étape | Pour les classements d'étape | Pour les classements d'étape | Pour les classements d'étape | Pour les classements d'étape | Pour les classements d'étape | Pour les classements d'étape | Pour les classements d'étape |
| Classement général | Maillot jaune                 | Maillot vert                  | Maillot à pois                | Maillot blanc                 | dossard jaune                 | dossard rouge                 | Classement d'étape | Ligne d'arrivée              | Sprint intermédiaire         | Côte                         | Côte                         | Côte                         | Côte                         | Côte                         | Meilleur jeune               | Combatif                     | Meilleure équipe             |
| Classement général | Général                       | Points                        | Grimpeur                      | Jeune                         | Par équipes                   | Super-combatif                | Classement d'étape | Ligne d'arrivée              | Sprint intermédiaire         | HC                           | 1re                          | 2e                           | 3e                           | 4e                           | Meilleur jeune               | Combatif                     | Meilleure équipe             |
| ------------------ | ----------------------------- | ----------------------------- | ----------------------------- | ----------------------------- | ----------------------------- | ----------------------------- | ------------------ | ---------------------------- | ---------------------------- | ---------------------------- | ---------------------------- | ---------------------------- | ---------------------------- | ---------------------------- | ---------------------------- | ---------------------------- | ---------------------------- |
| 1er                | 500 000 €                     | 25 000 €                      | 25 000 €                      | 20 000 €                      | 50 000 €                      | 20 000 €                      | 1er                | 11 000 €                     | 1 500 €                      | 800 €                        | 650 €                        | 500 €                        | 300 €                        | 200 €                        | 500 €                        | 2 000 €                      | 2 800 €                      |
| 2e                 | 200 000 €                     | 15 000 €                      | 15 000 €                      | 15 000 €                      | 30 000 €                      | –                             | 2e                 | 5 500 €                      | 1 000 €                      | 450 €                        | 400 €                        | 250 €                        | –                            | –                            | –                            | –                            | –                            |
| 3e                 | 100 000 €                     | 10 000 €                      | 10 000 €                      | 10 000 €                      | 20 000 €                      | –                             | 3e                 | 2 800 €                      | 500 €                        | 300 €                        | 150 €                        | –                            | –                            | –                            | –                            | –                            | –                            |
| 4e                 | 70 000 €                      | 4 000 €                       | 4 000 €                       | 5 000 €                       | 12 000 €                      | –                             | 4e                 | 1 500 €                      | –                            | –                            | –                            | –                            | –                            | –                            | –                            | –                            | –                            |
| 5e                 | 50 000 €                      | 3 500 €                       | 3 500 €                       | –                             | 8 000 €                       | –                             | 5e                 | 830 €                        | –                            | –                            | –                            | –                            | –                            | –                            | –                            | –                            | –                            |
| 6e                 | 23 000 €                      | 3 000 €                       | 3 000 €                       | –                             | –                             | –                             | 6e                 | 780 €                        | –                            | –                            | –                            | –                            | –                            | –                            | –                            | –                            | –                            |
| 7e                 | 11 500 €                      | 2 500 €                       | 2 500 €                       | –                             | –                             | –                             | 7e                 | 730 €                        | –                            | –                            | –                            | –                            | –                            | –                            | –                            | –                            | –                            |
| 8e                 | 7 600 €                       | 2 000 €                       | 2 000 €                       | –                             | –                             | –                             | 8e                 | 670 €                        | –                            | –                            | –                            | –                            | –                            | –                            | –                            | –                            | –                            |
| 9e                 | 4 500 €                       | –                             | –                             | –                             | –                             | –                             | 9e                 | 650 €                        | –                            | –                            | –                            | –                            | –                            | –                            | –                            | –                            | –                            |
| 10e                | 3 800 €                       | –                             | –                             | –                             | –                             | –                             | 10e                | 600 €                        | –                            | –                            | –                            | –                            | –                            | –                            | –                            | –                            | –                            |
| 11e                | 3 000 €                       | –                             | –                             | –                             | –                             | –                             | 11e                | 540 €                        | –                            | –                            | –                            | –                            | –                            | –                            | –                            | –                            | –                            |
| 12e                | 2 700 €                       | –                             | –                             | –                             | –                             | –                             | 12e                | 470 €                        | –                            | –                            | –                            | –                            | –                            | –                            | –                            | –                            | –                            |
| 13e                | 2 500 €                       | –                             | –                             | –                             | –                             | –                             | 13e                | 440 €                        | –                            | –                            | –                            | –                            | –                            | –                            | –                            | –                            | –                            |
| 14e                | 2 100 €                       | –                             | –                             | –                             | –                             | –                             | 14e                | 340 €                        | –                            | –                            | –                            | –                            | –                            | –                            | –                            | –                            | –                            |
| 15e                | 2 000 €                       | –                             | –                             | –                             | –                             | –                             | 15e                | 300 €                        | –                            | –                            | –                            | –                            | –                            | –                            | –                            | –                            | –                            |
| 16e                | 1 500 €                       | –                             | –                             | –                             | –                             | –                             | 16e                | 300 €                        | –                            | –                            | –                            | –                            | –                            | –                            | –                            | –                            | –                            |
| 17e                | 1 300 €                       | –                             | –                             | –                             | –                             | –                             | 17e                | 300 €                        | –                            | –                            | –                            | –                            | –                            | –                            | –                            | –                            | –                            |
| 18e                | 1 200 €                       | –                             | –                             | –                             | –                             | –                             | 18e                | 300 €                        | –                            | –                            | –                            | –                            | –                            | –                            | –                            | –                            | –                            |
| 19e                | 1 100 €                       | –                             | –                             | –                             | –                             | –                             | 19e                | 300 €                        | –                            | –                            | –                            | –                            | –                            | –                            | –                            | –                            | –                            |
| Tous les autres    | 1 000 €                       | –                             | –                             | –                             | –                             | –                             | 20e                | 300 €                        | –                            | –                            | –                            | –                            | –                            | –                            | –                            | –                            | –                            |
| Par jour           | 500 €                         | 300 €                         | 300 €                         | 300 €                         | –                             | –                             |                    |                              |                              |                              |                              |                              |                              |                              |                              |                              |                              |

Un vainqueur d'étape remporte 11 000 €. Les prix des poursuivants sont dégressifs jusqu'au 20e coureur auquel sont attribués 300 €. Un prix est attribué aux trois premiers d'un sprint intermédiaire, qui a lieu une fois par étape. Des prix sont aussi attribués pour le passage d'une côte classée, pour le meilleur jeune de l'étape, pour le coureur le plus combatif d'une étape hors contre-la-montre, et pour la meilleure équipe de l'étape.
Deux prix spéciaux sont également attribués : le premier de l'ascension du port d'Envalira remporte le souvenir Henri-Desgrange, doté de 5 000 €, la même somme est attribuée à celui qui gagne le souvenir Jacques-Goddet, c'est-à-dire au premier à passer en tête au col du Tourmalet.

## Déroulement de la course

### 26 - 28 juin: nombreuses chutes en Bretagne, Alaphilippe et van der Poel en jaune
Lors de la 1re étape, six coureurs s'échappent et se disputent les points au sommet des premières côtes de la journée. Dans la côte de Stang Ar Garront, Ide Schelling distance ses compagnons, qui seront ensuite repris par le peloton. Schelling franchit en tête la côte suivante et s'empare ainsi du maillot à pois. Il remporte aussi le sprint intermédiaire, tandis que Caleb Ewan règle le peloton pour la 2e place, devant Peter Sagan et Michael Matthews. Deux chutes secouent le peloton. La première intervient à 46 km de l'arrivée, à cause d'une spectatrice, dont la pancarte est percutée par Tony Martin. Miguel Ángel López ainsi que des sprinteurs comme Caleb Ewan, Wout van Aert, Bryan Coquard ou le champion d'Italie Sonny Colbrelli, vont à terre. La seconde chute se produit à 7,5 km du but, touchant notamment López, Richie Porte et Christopher Froome. Dans la côte finale, le champion du monde Julian Alaphilippe attaque à 2,3 km de la ligne et remporte l'étape, avec huit secondes d'avance sur Matthews, Primož Roglič et 18 autres coureurs. Richard Carapaz, Pierre Latour et van Aert terminent à 13 secondes, López et Guillaume Martin à 1 min 49 s, Porte à 2 min 16 s. Alaphilippe s'adjuge ainsi les maillots jaune et vert, avec 12 secondes d'avance sur Matthews, 14 sur Roglič et 18 sur leurs 18 poursuivants, dont le tenant du titre Tadej Pogačar, qui s'empare du maillot blanc.

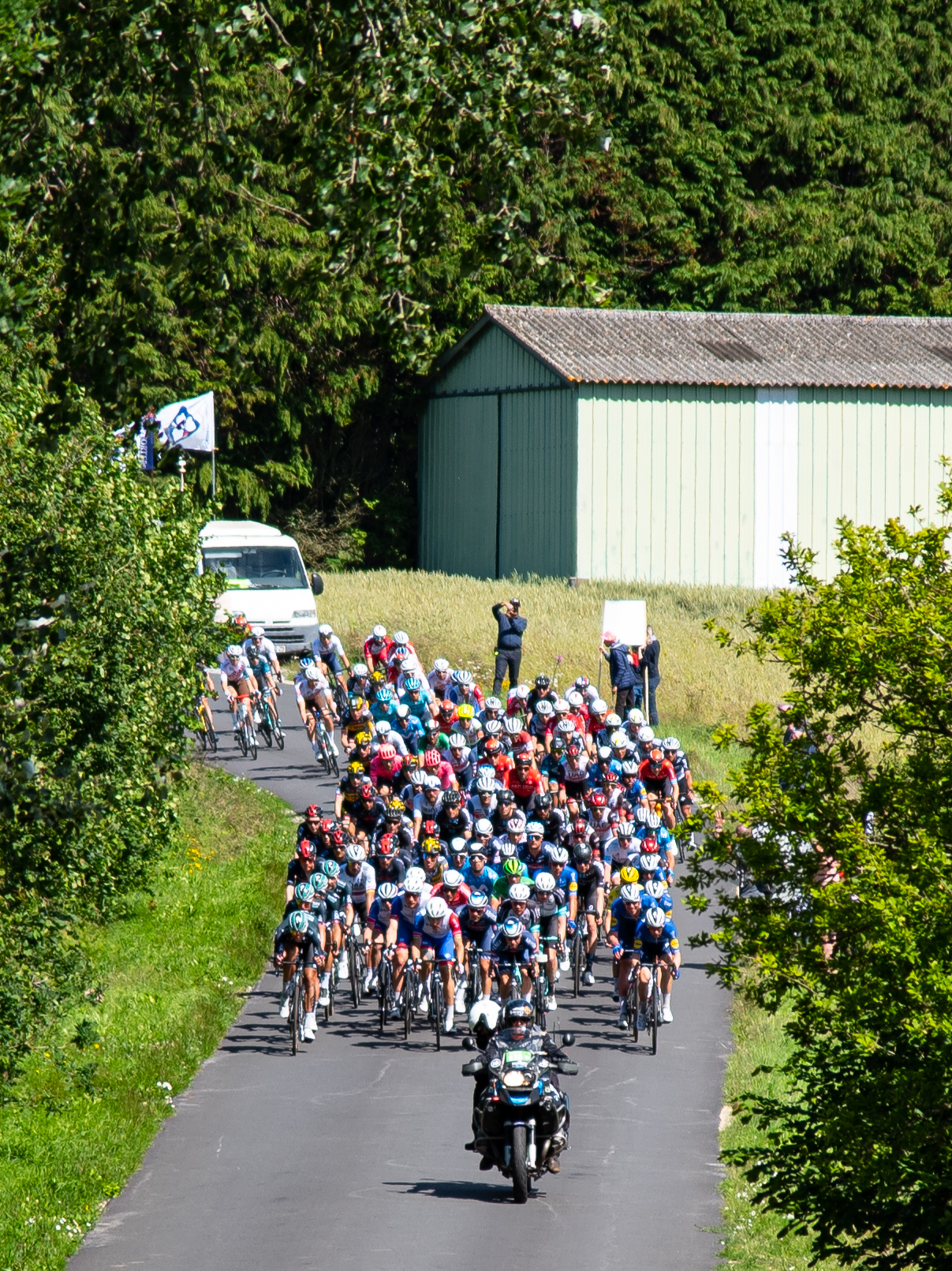
Le peloton au passage de Saint-Hervé lors de la 2e étape.

Le lendemain, Mathieu van der Poel attaque à 1,7 km du sommet, lors du premier passage de la côte de Mûr-de-Bretagne. Il franchit en tête la ligne du point bonus, devant le maillot blanc et Roglič. Lors du second passage, en haut duquel est jugée l'arrivée, Nairo Quintana puis Sonny Colbrelli attaquent, sans succès, puis van der Poel s'envole à 900 m de la ligne et s'impose, 6 secondes devant Tadej Pogačar, Primož Roglič et Wilco Kelderman, huit secondes devant le groupe maillot jaune, composé de 23 éléments. Geraint Thomas, Jakob Fuglsang, Vincenzo Nibali et Miguel Ángel López concèdent 23 secondes, Michael Matthews 2 min 40 s. Van der Poel s'empare du maillot jaune et du maillot à pois. Au classement général, il possède huit secondes d'avance sur le champion du monde, qui conserve la tête du classement par points, 13 sur Pogačar, 14 sur Roglič, 24 sur Kelderman, 26 sur 11 coureurs, 31 sur Latour, le champion de Belgique et Carapaz, 41 sur Thomas, Nibali et Fuglsang.

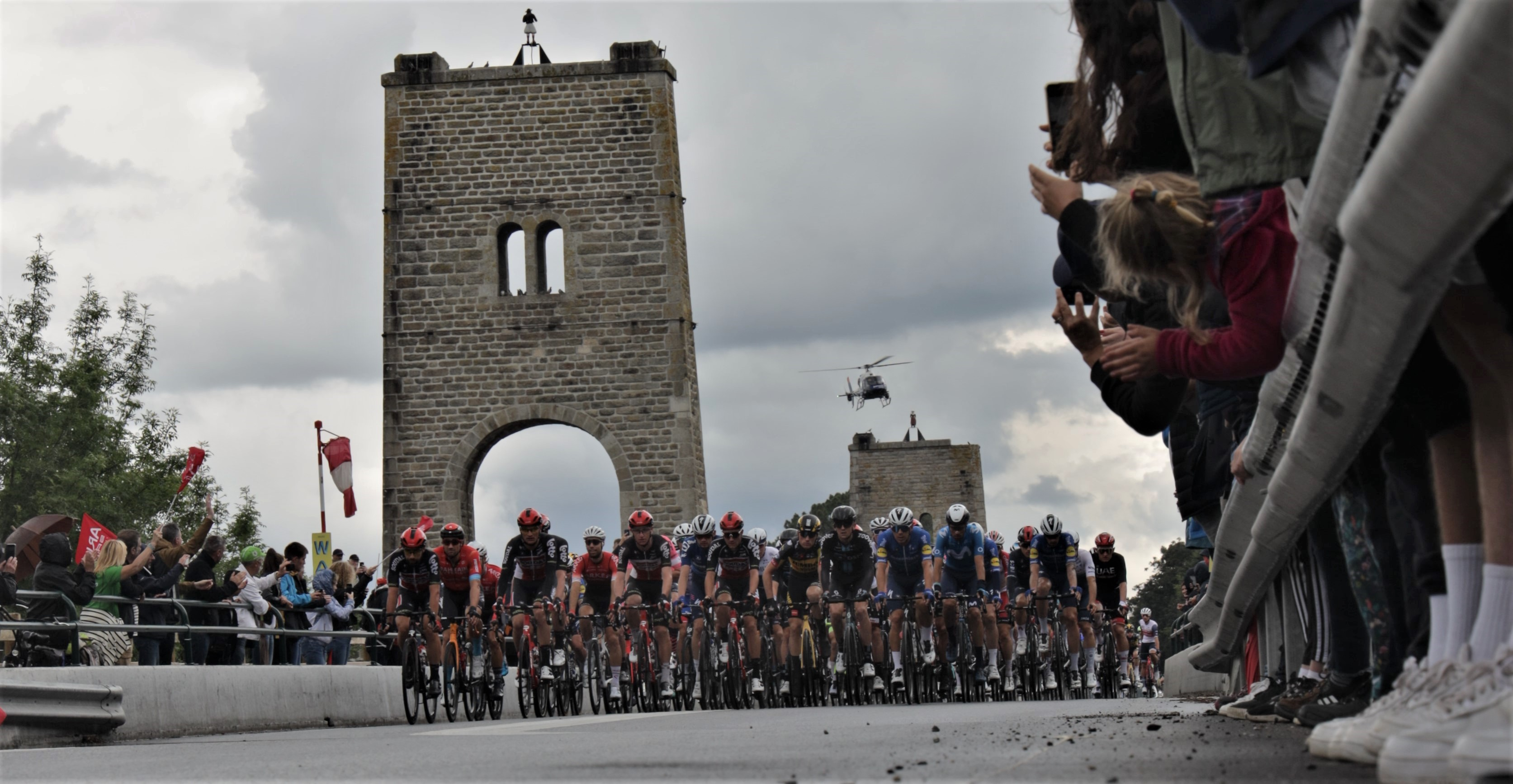
Le peloton au niveau de Kervignac au début de la 3e étape.

L'étape suivante est émaillée par de nombreuses chutes. Geraint Thomas chute au km 37. S'il parvient à reprendre sa place dans le peloton, Robert Gesink est contraint à l'abandon. Ide Schelling reprend la tête du classement de la montagne en devançant ses compagnons d'échappée au sommet de la côte de Cadoudal. Une chute intervient dans le peloton à 11,5 km de l'arrivée, retardant notamment Cavendish. Roglič goûte à son tour le bitume à 10 km du but et ne réussit pas à recoller sur le peloton. Arnaud Démare chute à 4,2 km de l'arrivée, retardant ainsi de nombreux coureurs. Jack Haig doit abandonner. Le sprint final est perturbé par la chute de Caleb Ewan à 150 m de la ligne, entraînant avec lui Peter Sagan. La clavicule fracturée, Ewan doit abandonner. Tim Merlier  obtient son premier succès sur la Grande boucle, en devançant Nacer Bouhanni. Alaphilippe prend la 6e place et conforte son maillot vert. 17 coureurs seulement sont crédités du temps du vainqueur, parmi lesquels van der Poel, van Aert et Carapaz. Enric Mas, Nibali, Fuglsang, Quintana, Kelderman et Latour concèdent 14 secondes, Pogačar, Bauke Mollema, David Gaudu, Alexey Lutsenko, Rigoberto Urán et Thomas 26 secondes, Roglič 1 min 21 s. Van der Poel conserve son maillot jaune, avec huit secondes d'avance sur Alaphilippe, 31 sur Richard Carapaz et Wout van Aert, 38 sur Wilco Kelderman, 39 sur Tadej Pogačar, 40 sur Mas et Nairo Quintana, 45 sur Pierre Latour, 52 sur Sergio Higuita, Mollema, Gaudu, Lutsenko, Esteban Chaves  et Urán, 1 min 7 s sur Geraint Thomas et 1 min 35 s sur Primož Roglič.

### 29 juin - 2 juillet: le retour de Cavendish, van der Poel résiste à Pogačar
Le dernier acte breton est bien plus calme que les précédents. Brent Van Moer et Pierre-Luc Périchon s'échappent. Derrière le duo de tête, Cavendish règle le peloton lors du sprint intermédiaire, devant Mørkov et Bouhanni. Van Moer attaque à 14,1 km de l'arrivée. Il mène un bras de fer intense face aux équipes de sprinteurs, mais il est repris à 150 m de la ligne. Cavendish va chercher un 31e succès sur les routes du Tour de France, cinq ans après son dernier bouquet. Il devance Nacer Bouhanni et Jasper Philispen. Cavendish prend également la tête du classement par points. Aucun changement n'est à signaler au classement général. Le lendemain, Tadej Pogačar gagne le premier contre-la-montre, avec une marge de 19 secondes sur le champion d'Europe de la spécialité Stefan Küng, 27 sur Jonas Vingegaard, 30 sur Wout van Aert et 31 sur le maillot jaune. Ce dernier conserve la tête du classement général. Seuls ses trois premiers poursuivants sont à moins d'une minute du leader : le maillot blanc a huit secondes de retard, van Aert 30 et Alaphilippe 48. Roglič profite de sa bonne performance (7e à 44 secondes) pour remonter dans le Top 10, à 1 min 48 s de van der Poel et juste derrière Vingegaard et Carapaz. Le début de la 6e étape est très rapide, le peloton ne souhaitant pas laisser partir les 8 fuyards du jour, parmi lesquels on retrouve notamment Kasper Asgreen, 11e du classement général à 1 min 49 s, le champion olympique Greg Van Avermaet et Thomas De Gendt. Alors que le groupe est sur le point d'être repris, au km 31, le champion olympique relance seul, avant d'être rejoint 10 km plus loin par Roger Kluge. Le duo n'est repris qu'à 2,5 km de l'arrivée. Cavendish se montre le plus rapide lors du sprint final et conforte ainsi son maillot vert. Il devance Jasper Philipsen et Nacer Bouhanni.
La plus longue étape de l'épreuve est très animée. Le début d'étape est marqué par plusieurs tentatives d'échappée. Après 40 km de course, un groupe de 29 coureurs parvient à se détacher. On y retrouve notamment le maillot jaune, le maillot vert, le champion de Belgique, Kasper Agreen, Vincenzo Nibali ou encore Simon Yates. L'équipe UAE Emirates ne veut pas laisser partir ce groupe prestigieux, mais après de nombreux kilomètres à vive allure, elle se résigne à laisser filer l'échappée, qui va prendre près de sept minutes d'avance. Le champion de Slovénie Matej Mohorič franchit en tête la première côte de la journée, devant Brent Van Moer. Les deux hommes ne se relèvent pas, et sont rejoints à 46 km de l'arrivée par Jasper Stuyven et Victor Campenaerts. Ce dernier est distancé dans la côte de la Croix de la Libération, tandis que Nairo Quintana subit le même sort dans le peloton. Dans la montée du Signal d'Uchon, Mohorič attaque à 1,2 km du sommet et va chercher la tête du classement de la montagne, étant passé en tête de toutes les ascensions du jour. Dans le peloton, Primož Roglič est décroché et Richard Carapaz place une attaque tranchante. Le champion de Slovénie s'impose, entrant ainsi dans le cercle des coureurs ayant levé les bras sur les trois grands tours. Il devance de 1 min 20 s Stuyven et de 1 min 40 s le groupe maillot jaune, réglé par Magnus Cort Nielsen. Nibali termine avec près de trois minutes de retard. Le groupe maillot blanc reprend Carapaz dans la dernière ligne droite et franchit la ligne 5 min 15 s après le gagnant. Roglič concède 9 min 3 s, Quintana 18 min 37 s. Mathieu van der Poel conserve son maillot jaune, avec 30 s d'avance sur Wout van Aert et 1 min 49 s sur Kasper Asgreen. Mohorič et Nibali remontent au pied du podium, à respectivement 3 min 1 s et 4 min 12 s du maillot jaune. Entre les deux, on retrouve Pogačar, à 3 min 42 s. Alaphilippe est désormais 7e à 4 min 43 s, tandis que Roglič chute au 33e rang, à 9 min 11 s.

### 3 - 4 juillet: échappées victorieuses dans les Alpes, Pogačar prend le pouvoir
La première étape alpine voit un renversement de situation : Thomas et Roglič sont distancés, puis van der Poel finit par céder dans la montée du col de Romme. Pogačar place peu après une attaque à 30 km de l'arrivée, et il lâche Richard Carapaz avant de reprendre tous les échappés, sauf Dylan Teuns qui gagne l'étape au Grand-Bornand. Les autres favoris de l'équipe Ineos, Richie Porte et Tao Geoghegan Hart, ont été largement distancés. Wout Poels endosse le maillot à pois, et Tadej Pogačar le maillot jaune, avec 1 min 48 s d'avance sur Wout van Aert. Cette domination du coureur slovène est confirmée lors de la 9e étape, disputée dans la pluie et le froid : alors que Roglič et van der Poel n'ont pas pris le départ, une échappée permet à Ben O'Connor d'arriver à Tignes cinq minutes avant son premier poursuivant.

### 6 - 9 juillet: Cavendish égale Merckx, van Aert et Politt gagnent en solitaire
Mark Cavendish est à nouveau le plus rapide après le premier jour de repos, à Valence, devançant au sprint Wout van Aert et Jasper Philipsen. Lors du sprint intermédiaire, en haut de la côte de La Placette, Sonny Colbrelli règle le peloton pour la 3e place, devant Michael Matthews et Philipsen. Le lendemain, la 11e étape voit une double ascension du Ventoux, pour la première fois dans l'histoire du Tour : David Gaudu subit une défaillance et il perdra 25 minutes au général, alors que Julian Alaphilippe franchit en tête le Ventoux lors du premier passage. Au second passage, c'est Wout van Aert qui franchit le Ventoux par Bédoin : il arrive en solitaire à Malaucène. 
Légèrement vallonnée, la 12e étape est remportée en solitaire par Nils Politt à Nîmes. La 13e étape, de plaine, est gagnée au sprint par Cavendish : c'est la 34e victoire sur le Tour du coureur mannois, autant que le « cannibale » Eddy Merckx.

### 10 - 13 juillet: trois étapes pour baroudeurs dans les Pyrénées
Aux confins de l'Aude et de l'Ariège, la 14e étape voit une échappée qui permet au Français Guillaume Martin de monter de la 9e à la 2e place au classement général. Bauke Mollema, qui s'en est extirpé à 42 km de l'arrivée, gagne en solitaire à Quillan. Le lendemain, Martin est décroché au Port d'Envalira, sommet du Tour 2021, et les favoris accélèrent dans la descente pour le distancer : le coureur de Cofidis redescend à la 9e place au général. L'étape est remportée par Sepp Kuss, devant Alejandro Valverde. La 16e étape, qui descend de l'Andorre jusqu'à Saint-Gaudens, est gagnée par l'Autrichien Patrick Konrad, qui a rejoint les échappés avant de partir seul à 36 km de l'arrivée : c'est sa première victoire sur un grand tour.

### 14 - 15 juillet: doublé pyrénéen pour Pogačar, Vingegaard et Carapaz sur le podium
Les seules arrivées au sommet du Tour 2021 correspondent aux 17e et 18e étapes. Les coureurs français se distinguent sur la 17e, le jour de la fête nationale : quatre d'entre eux font partie de l'échappée de six coureurs. Anthony Turgis passe en tête le col de Peyresourde, puis c'est Anthony Perez qui franchit en premier le col de Val-Louron, devant Dorian Godon qui le rejoint dans la descente vers la vallée d'Aure. Dans la dernière montée, hors catégorie, vers le col du Portet, Tadej Pogačar accélère à 8,4 km de l'arrivée et il reprend aussitôt le dernier de l'échappée, Anthony Perez. Le Slovène accélère à nouveau, et Rigoberto Urán, 3e au général, finit par céder. Seuls Jonas Vingegaard et Richard Carapaz réussissent à rester dans la roue de Pogačar, qui place une dernière accélération et gagne dans la brume à 2 215 m d'altitude, quelques secondes avant Vingegaard et Carapaz. Urán recule à la 4e place au général, alors que David Gaudu termine 4e de l'étape.
Sur la 18e étape, les échappés ont bien peu de marge : Matej Mohorič, Sean Bennett, Christopher Juul Jensen, rattrapés par Julian Alaphilippe et Pierre-Luc Périchon. Dans la montée du Tourmalet, les hommes de tête sont rejoints par un groupe de poursuivants comptant notamment David Gaudu. Alaphilippe finit par céder, Urán peine, et c'est Pierre Latour qui passe en tête le col, suivi par David Gaudu. Ce dernier est repris dans la montée finale vers Luz-Ardiden. Pogačar accélère, puis c'est le tour d'Enric Mas après la flamme rouge, repris et dépassé par Pogacar lui-même poursuivi par Carapaz et Vingegaard. Le trio s'impose au sommet dans le même ordre que la veille : Pogačar, Vingegaard, Carapaz ; Mas termine 4e, Valverde 10e, Gaudu 12e. Rigoberto Urán termine 43e à 8 minutes 58 du vainqueur et recule à la 10e place au classement général.

### 16 - 18 juillet: victoire d'un baroudeur et doublé de van Aert en conclusion
Alors que la 19e étape semblait réservée aux sprinteurs, elle voit le succès d'une échappée au long cours dont s'extrait Matej Mohorič, vainqueur en solitaire à Libourne. Le lendemain, le deuxième contre-la-montre du Tour 2021, disputé dans les vignes entre Libourne et Saint-Émilion, est remporté par Wout van Aert. Pogačar a préféré rouler prudemment et termine 8e de l'étape. La 21e et dernière étape est, elle aussi, remportée par van Aert sur les Champs-Élysées, devant Jasper Philipsen et Mark Cavendish. Sur les 184 coureurs partis de Brest, 141 ont rejoint la ligne d'arrivée à Paris.

## Étapes
Landerneau, Pontivy, Changé, Vierzon, Sorgues, Malaucène, Quillan, Céret, Le Pas de la Case et Chatou sont pour la première fois villes-étapes du Tour de France. Le parcours comporte trois arrivées au sommet. Ces arrivées ont lieu lors de la 9e étape (à Tignes), lors de la 17e étape (sur le Col du Portet) et sur la 18e étape (à Luz-Ardiden).
| Étape     | Date             | Villes étapes                               |                             | Distance (km)         | Vainqueur d’étape     | Leader du classement général |
| --------- | ---------------- | ------------------------------------------- | --------------------------- | --------------------- | --------------------- | ---------------------------- |
| 1re étape | sam. 26 juin     | Brest – Landerneau                          | Étape accidentée            | 197,8                 | Julian Alaphilippe    | Julian Alaphilippe           |
| 2e étape  | dim. 27 juin     | Perros-Guirec – Mûr-de-Bretagne - Guerlédan | Étape accidentée            | 183,5                 | Mathieu van der Poel  | Mathieu van der Poel         |
| 3e étape  | lun. 28 juin     | Lorient – Pontivy                           | Étape de plaine             | 182,9                 | Tim Merlier           | Mathieu van der Poel         |
| 4e étape  | mar. 29 juin     | Redon – Fougères                            | Étape de plaine             | 150,4                 | Mark Cavendish        | Mathieu van der Poel         |
| 5e étape  | mer. 30 juin     | Changé – Laval - Espace Mayenne             | Contre-la-montre individuel | 27,2                  | Tadej Pogačar         | Mathieu van der Poel         |
| 6e étape  | jeu. 1er juillet | Tours – Châteauroux                         | Étape de plaine             | 160,6                 | Mark Cavendish        | Mathieu van der Poel         |
| 7e étape  | ven. 2 juillet   | Vierzon – Le Creusot                        | Étape accidentée            | 249,1                 | Matej Mohorič         | Mathieu van der Poel         |
| 8e étape  | sam. 3 juillet   | Oyonnax – Le Grand-Bornand                  | Étape de montagne           | 150,8                 | Dylan Teuns           | Tadej Pogačar                |
| 9e étape  | dim. 4 juillet   | Cluses – Tignes                             | Étape de montagne           | 144,9                 | Ben O'Connor          | Tadej Pogačar                |
|           | lun. 5 juillet   | Tignes                                      | Jour de repos               | Journée de repos no 1 | Journée de repos no 1 | Journée de repos no 1        |
| 10e étape | mar. 6 juillet   | Albertville – Valence                       | Étape accidentée            | 190,7                 | Mark Cavendish        | Tadej Pogačar                |
| 11e étape | mer. 7 juillet   | Sorgues – Malaucène                         | Étape de montagne           | 198,9                 | Wout van Aert         | Tadej Pogačar                |
| 12e étape | jeu. 8 juillet   | Saint-Paul-Trois-Châteaux – Nîmes           | Étape de plaine             | 159,4                 | Nils Politt           | Tadej Pogačar                |
| 13e étape | ven. 9 juillet   | Nîmes – Carcassonne                         | Étape de plaine             | 219,9                 | Mark Cavendish        | Tadej Pogačar                |
| 14e étape | sam. 10 juillet  | Carcassonne – Quillan                       | Étape de moyenne montagne   | 183,7                 | Bauke Mollema         | Tadej Pogačar                |
| 15e étape | dim. 11 juillet  | Céret – Andorre-la-Vieille (AND)            | Étape de montagne           | 191,3                 | Sepp Kuss             | Tadej Pogačar                |
|           | lun. 12 juillet  | Andorre-la-Vieille (AND)                    | Jour de repos               | Journée de repos no 2 | Journée de repos no 2 | Journée de repos no 2        |
| 16e étape | mar. 13 juillet  | Pas de la Case (AND) – Saint-Gaudens        | Étape de moyenne montagne   | 169                   | Patrick Konrad        | Tadej Pogačar                |
| 17e étape | mer. 14 juillet  | Muret – Saint-Lary-Soulan - Col du Portet   | Étape de montagne           | 178,4                 | Tadej Pogačar         | Tadej Pogačar                |
| 18e étape | jeu. 15 juillet  | Pau – Luz-Ardiden                           | Étape de montagne           | 129,7                 | Tadej Pogačar         | Tadej Pogačar                |
| 19e étape | ven. 16 juillet  | Mourenx – Libourne                          | Étape de plaine             | 207                   | Matej Mohorič         | Tadej Pogačar                |
| 20e étape | sam. 17 juillet  | Libourne – Saint-Émilion                    | Contre-la-montre individuel | 30,8                  | Wout van Aert         | Tadej Pogačar                |
| 21e étape | dim. 18 juillet  | Chatou – Paris - Champs-Élysées             | Étape de plaine             | 108,4                 | Wout van Aert         | Tadej Pogačar                |

## Classements

### Classement général
| Classement général | Classement général     | Classement général | Classement général                 | Classement général  |
|                    | Coureur                | Pays               | Équipe                             | Temps               |
| ------------------ | ---------------------- | ------------------ | ---------------------------------- | ------------------- |
| 1er                | Tadej Pogačar          | Slovénie           | UAE Team Emirates                  | en 82 h 56 min 36 s |
| 2e                 | Jonas Vingegaard       | Danemark           | Jumbo-Visma                        | + 5 min 20 s        |
| 3e                 | Richard Carapaz        | Équateur           | Ineos Grenadiers                   | + 7 min 3 s         |
| 4e                 | Ben O'Connor           | Australie          | AG2R Citroën                       | + 10 min 2 s        |
| 5e                 | Wilco Kelderman        | Pays-Bas           | Bora-Hansgrohe                     | + 10 min 13 s       |
| 6e                 | Enric Mas              | Espagne            | Movistar                           | + 11 min 43 s       |
| 7e                 | Alexey Lutsenko        | Kazakhstan         | Astana-Premier Tech                | + 12 min 23 s       |
| 8e                 | Guillaume Martin       | France             | Cofidis                            | + 15 min 33 s       |
| 9e                 | Pello Bilbao           | Espagne            | Bahrain Victorious                 | + 16 min 4 s        |
| 10e                | Rigoberto Urán         | Colombie           | EF Education-Nippo                 | + 18 min 34 s       |
| 11e                | David Gaudu            | France             | Groupama-FDJ                       | + 21 min 50 s       |
| 12e                | Mattia Cattaneo        | Italie             | Deceuninck-Quick Step              | + 24 min 58 s       |
| 13e                | Esteban Chaves         | Colombie           | BikeExchange                       | + 37 min 48 s       |
| 14e                | Louis Meintjes         | Afrique du Sud     | Intermarché-Wanty-Gobert Matériaux | + 38 min 9 s        |
| 15e                | Aurélien Paret-Peintre | France             | AG2R Citroën                       | + 39 min 0 s        |
| 16e                | Wout Poels             | Pays-Bas           | Bahrain Victorious                 | + 50 min 35 s       |
| 17e                | Dylan Teuns            | Belgique           | Bahrain Victorious                 | + 51 min 40 s       |
| 18e                | Ruben Guerreiro        | Portugal           | EF Education-Nippo                 | + 54 min 10 s       |
| 19e                | Wout van Aert          | Belgique           | Jumbo-Visma                        | + 57 min 2 s        |
| 20e                | Bauke Mollema          | Pays-Bas           | Trek-Segafredo                     | + 1 h 2 min 18 s    |
| 21e                | Sergio Henao           | Colombie           | Qhubeka NextHash                   | + 1 h 3 min 53 s    |
| 22e                | Franck Bonnamour       | France             | B&B Hotels p/b KTM                 | + 1 h 4 min 35 s    |
| 23e                | Jonathan Castroviejo   | Espagne            | Ineos Grenadiers                   | + 1 h 6 min 20 s    |
| 24e                | Alejandro Valverde     | Espagne            | Movistar                           | + 1 h 7 min 50 s    |
| 25e                | Sergio Higuita         | Colombie           | EF Education-Nippo                 | + 1 h 9 min 16 s    |
| modifier           |                        |                    |                                    |                     |

### Classements annexes finals
| Classement par points | Classement par points | Classement par points | Classement par points | Classement par points |
| --------------------- | --------------------- | --------------------- | --------------------- | --------------------- |
|                       | Coureur               | Pays                  | Équipe                | Point(s)              |
| 1er                   | Mark Cavendish        | Royaume-Uni           | Deceuninck-Quick Step | 337 points            |
| 2e                    | Michael Matthews      | Australie             | Team BikeExchange     | 291 pts               |
| 3e                    | Sonny Colbrelli       | Italie                | Bahrain Victorious    | 227 pts               |
| 4e                    | Jasper Philipsen      | Belgique              | Alpecin-Fenix         | 216 pts               |
| 5e                    | Wout van Aert         | Belgique              | Jumbo-Visma           | 171 pts               |
| 6e                    | Matej Mohorič         | Slovénie              | Bahrain Victorious    | 163 pts               |
| 7e                    | Julian Alaphilippe    | France                | Deceuninck-Quick Step | 163 pts               |
| 8e                    | Tadej Pogačar         | Slovénie              | UAE Emirates          | 154 pts               |
| 9e                    | Michael Mørkøv        | Danemark              | Deceuninck-Quick Step | 124 pts               |
| 10e                   | Jonas Vingegaard      | Danemark              | Jumbo-Visma           | 103 pts               |
| modifier              |                       |                       |                       |                       |

| Classement du meilleur grimpeur | Classement du meilleur grimpeur | Classement du meilleur grimpeur | Classement du meilleur grimpeur | Classement du meilleur grimpeur |
| ------------------------------- | ------------------------------- | ------------------------------- | ------------------------------- | ------------------------------- |
|                                 | Coureur                         | Pays                            | Équipe                          | Point(s)                        |
| 1er                             | Tadej Pogačar                   | Slovénie                        | UAE Team Emirates               | 107 points                      |
| 2e                              | Wout Poels                      | Pays-Bas                        | Bahrain Victorious              | 88 pts                          |
| 3e                              | Jonas Vingegaard                | Danemark                        | Jumbo-Visma                     | 82 pts                          |
| 4e                              | Wout van Aert                   | Belgique                        | Jumbo-Visma                     | 68 pts                          |
| 5e                              | Nairo Quintana                  | Colombie                        | Arkéa-Samsic                    | 66 pts                          |
| 6e                              | Richard Carapaz                 | Équateur                        | Ineos Grenadiers                | 56 pts                          |
| 7e                              | Ben O'Connor                    | Australie                       | AG2R Citroën                    | 44 pts                          |
| 8e                              | Bauke Mollema                   | Pays-Bas                        | Trek-Segafredo                  | 41 pts                          |
| 9e                              | David Gaudu                     | France                          | Groupama-FDJ                    | 41 pts                          |
| 10e                             | Anthony Perez                   | France                          | Cofidis                         | 37 pts                          |
| modifier                        |                                 |                                 |                                 |                                 |

| Classement général du meilleur jeune | Classement général du meilleur jeune | Classement général du meilleur jeune | Classement général du meilleur jeune | Classement général du meilleur jeune |
|                                      | Coureur                              | Pays                                 | Équipe                               | Temps                                |
| ------------------------------------ | ------------------------------------ | ------------------------------------ | ------------------------------------ | ------------------------------------ |
| 1er                                  | Tadej Pogačar                        | Slovénie                             | UAE Team Emirates                    | en 82 h 56 min 36 s                  |
| 2e                                   | Jonas Vingegaard                     | Danemark                             | Jumbo-Visma                          | + 5 min 20 s                         |
| 3e                                   | David Gaudu                          | France                               | Groupama-FDJ                         | + 21 min 50 s                        |
| 4e                                   | Aurélien Paret-Peintre               | France                               | AG2R Citroën                         | + 39 min 9 s                         |
| 5e                                   | Sergio Higuita                       | Colombie                             | EF Education-Nippo                   | + 1 h 9 min 16 s                     |
| 6e                                   | Valentin Madouas                     | France                               | Groupama-FDJ                         | + 2 h 11 min 39 s                    |
| 7e                                   | Neilson Powless                      | États-Unis                           | EF Education-Nippo                   | + 2 h 13 min 33 s                    |
| 8e                                   | Mark Donovan                         | Royaume-Uni                          | Team DSM                             | + 2 h 17 min 40 s                    |
| 9e                                   | Jonas Rutsch                         | Allemagne                            | EF Education-Nippo                   | + 2 h 29 min 33 s                    |
| 10e                                  | Brent Van Moer                       | Belgique                             | Lotto-Soudal                         | + 2 h 43 min 49 s                    |
| modifier                             |                                      |                                      |                                      |                                      |

| Classement par équipes | Classement par équipes | Classement par équipes | Classement par équipes |
|                        | Équipe                 | Pays                   | Temps                  |
| ---------------------- | ---------------------- | ---------------------- | ---------------------- |
| 1re                    | Bahrain Victorious     | Bahreïn                | en 249 h 16 min 47 s   |
| 2e                     | EF Education-Nippo     | États-Unis             | + 19 min 12 s          |
| 3e                     | Jumbo-Visma            | Pays-Bas               | + 1 h 11 min 35 s      |
| 4e                     | Ineos Grenadiers       | Royaume-Uni            | + 1 h 27 min 10 s      |
| 5e                     | AG2R Citroën           | France                 | + 1 h 31 min 54 s      |
| 6e                     | Bora-Hansgrohe         | Allemagne              | + 1 h 36 min 44 s      |
| 7e                     | Trek-Segafredo         | États-Unis             | + 1 h 47 min 4 s       |
| 8e                     | Astana-Premier Tech    | Kazakhstan             | + 2 h 1 min 45 s       |
| 9e                     | Movistar               | Espagne                | + 2 h 4 min 28 s       |
| 10e                    | UAE Team Emirates      | Émirats arabes unis    | + 2 h 38 min 8 s       |
| modifier               |                        |                        |                        |

#### Classement du super combatif
Lors de la première journée de repos à Tignes, le partenaire du prix de la combativité a proposé au public d'élire le coureur le plus combatif de la première semaine. Le Français Franck Bonnamour de l'équipe B&B Hotels p/b KTM remporte ce vote, devant le Sud-Africain Nicholas Dlamini (Qhubeka NextHash) et le Belge Wout van Aert (Jumbo-Visma).
Le Français Julian Alaphilippe de l'équipe Deceuninck-Quick Step est quant à lui désigné plus combatif de la seconde semaine, lors de la journée de repos à Andorre-la-Vieille. Il devance le Colombien Nairo Quintana (Arkéa-Samsic) et le Belge Wout van Aert (Jumbo-Visma).
Franck Bonnamour remporte le classement final, devant Wout van Aert, notamment à la faveur du vote du public.
- Franck Bonnamour  (B&B Hotels p/b KTM)

### Évolution des classements
| Étape              | Vainqueur            | Classement général   | Classement par points | Classement de la montagne | Classement du meilleur jeune | Classement par équipes | Prix de la combativité |
| ------------------ | -------------------- | -------------------- | --------------------- | ------------------------- | ---------------------------- | ---------------------- | ---------------------- |
| 1                  | Julian Alaphilippe   | Julian Alaphilippe   | Julian Alaphilippe    | Ide Schelling             | Tadej Pogačar                | Jumbo-Visma            | Ide Schelling          |
| 2                  | Mathieu van der Poel | Mathieu van der Poel | Julian Alaphilippe    | Mathieu van der Poel      | Tadej Pogačar                | Jumbo-Visma            | Edward Theuns          |
| 3                  | Tim Merlier          | Mathieu van der Poel | Julian Alaphilippe    | Ide Schelling             | Tadej Pogačar                | Bahrain Victorious     | Michael Schär          |
| 4                  | Mark Cavendish       | Mathieu van der Poel | Mark Cavendish        | Ide Schelling             | Tadej Pogačar                | Bahrain Victorious     | Brent Van Moer         |
| 5                  | Tadej Pogačar        | Mathieu van der Poel | Mark Cavendish        | Ide Schelling             | Tadej Pogačar                | Jumbo-Visma            | Non décerné            |
| 6                  | Mark Cavendish       | Mathieu van der Poel | Mark Cavendish        | Ide Schelling             | Tadej Pogačar                | Jumbo-Visma            | Greg Van Avermaet      |
| 7                  | Matej Mohorič        | Mathieu van der Poel | Mark Cavendish        | Matej Mohorič             | Tadej Pogačar                | Jumbo-Visma            | Matej Mohorič          |
| 8                  | Dylan Teuns          | Tadej Pogačar        | Mark Cavendish        | Wout Poels                | Tadej Pogačar                | Bahrain Victorious     | Wout Poels             |
| 9                  | Ben O'Connor         | Tadej Pogačar        | Mark Cavendish        | Nairo Quintana            | Tadej Pogačar                | Bahrain Victorious     | Ben O'Connor           |
| 10                 | Mark Cavendish       | Tadej Pogačar        | Mark Cavendish        | Nairo Quintana            | Tadej Pogačar                | Bahrain Victorious     | Hugo Houle             |
| 11                 | Wout van Aert        | Tadej Pogačar        | Mark Cavendish        | Nairo Quintana            | Tadej Pogačar                | Bahrain Victorious     | Kenny Elissonde        |
| 12                 | Nils Politt          | Tadej Pogačar        | Mark Cavendish        | Nairo Quintana            | Tadej Pogačar                | Bahrain Victorious     | Nils Politt            |
| 13                 | Mark Cavendish       | Tadej Pogačar        | Mark Cavendish        | Nairo Quintana            | Tadej Pogačar                | Bahrain Victorious     | Quentin Pacher         |
| 14                 | Bauke Mollema        | Tadej Pogačar        | Mark Cavendish        | Michael Woods             | Tadej Pogačar                | Bahrain Victorious     | Bauke Mollema          |
| 15                 | Sepp Kuss            | Tadej Pogačar        | Mark Cavendish        | Wout Poels                | Tadej Pogačar                | Bahrain Victorious     | Wout van Aert          |
| 16                 | Patrick Konrad       | Tadej Pogačar        | Mark Cavendish        | Wout Poels                | Tadej Pogačar                | Bahrain Victorious     | Patrick Konrad         |
| 17                 | Tadej Pogačar        | Tadej Pogačar        | Mark Cavendish        | Wout Poels                | Tadej Pogačar                | Bahrain Victorious     | Anthony Perez          |
| 18                 | Tadej Pogačar        | Tadej Pogačar        | Mark Cavendish        | Tadej Pogačar             | Tadej Pogačar                | Bahrain Victorious     | David Gaudu            |
| 19                 | Matej Mohorič        | Tadej Pogačar        | Mark Cavendish        | Tadej Pogačar             | Tadej Pogačar                | Bahrain Victorious     | Matej Mohorič          |
| 20                 | Wout van Aert        | Tadej Pogačar        | Mark Cavendish        | Tadej Pogačar             | Tadej Pogačar                | Bahrain Victorious     | Non décerné            |
| 21                 | Wout van Aert        | Tadej Pogačar        | Mark Cavendish        | Tadej Pogačar             | Tadej Pogačar                | Bahrain Victorious     | Non décerné            |
| Classements finaux | Classements finaux   | Tadej Pogačar        | Mark Cavendish        | Tadej Pogačar             | Tadej Pogačar                | Bahrain Victorious     | Franck Bonnamour       |

### Classement mondial
Ce Tour de France attribue des points pour le classement mondial UCI 2021, individuel, par équipes et par nations, avec le barème suivant :
| Position                   | 1er  | 2e  | 3e  | 4e  | 5e  | 6e  | 7e  | 8e  | 9e  | 10e | 11e | 12e | 13e | 14e | 15e | 16e | 17e | 18e | 19e | 20e | 21e à 25e | 26e à 30e | 31e à 40e | 41e à 50e | 51e à 55e | 56e à 60e |
| -------------------------- | ---- | --- | --- | --- | --- | --- | --- | --- | --- | --- | --- | --- | --- | --- | --- | --- | --- | --- | --- | --- | --------- | --------- | --------- | --------- | --------- | --------- |
| Classement général         | 1000 | 800 | 675 | 575 | 475 | 400 | 325 | 275 | 225 | 175 | 150 | 125 | 105 | 85  | 75  | 70  | 65  | 60  | 55  | 50  | 40        | 30        | 25        | 20        | 15        | 10        |
| Classement d'étape         | 120  | 50  | 25  | 15  | 5   |     |     |     |     |     |     |     |     |     |     |     |     |     |     |     |           |           |           |           |           |           |
| Classements finaux annexes | 120  | 50  | 25  |     |     |     |     |     |     |     |     |     |     |     |     |     |     |     |     |     |           |           |           |           |           |           |
| Leader par étape           | 25   |     |     |     |     |     |     |     |     |     |     |     |     |     |     |     |     |     |     |     |           |           |           |           |           |           |

#### Points gagnés à l'issue de la course
| Rang | Coureur          | Équipe                | Général | Etape | Leader | Annexe | Total |
| ---- | ---------------- | --------------------- | ------- | ----- | ------ | ------ | ----- |
| 1er  | Tadej Pogačar    | UAE Emirates          | 1000    | 440   | 325    | 120    | 1885  |
| 2e   | Jonas Vingegaard | Jumbo-Visma           | 800     | 150   | 0      | 25     | 975   |
| 3e   | Richard Carapaz  | Ineos Grenadiers      | 675     | 50    | 0      | 0      | 725   |
| 4e   | Ben O'Connor     | AG2R Citroën          | 575     | 125   | 0      | 0      | 700   |
| 5e   | Mark Cavendish   | Deceuninck-Quick Step | 0       | 505   | 0      | 120    | 625   |
| 6e   | Wilco Kelderman  | Bora-Hansgrohe        | 475     | 20    | 0      | 0      | 495   |
| 7e   | Wout van Aert    | Jumbo-Visma           | 55      | 425   | 0      | 0      | 480   |
| 8e   | Enric Mas        | Movistar              | 400     | 15    | 0      | 0      | 415   |
| 9e   | Alexey Lutsenko  | Astana-Premier Tech   | 375     | 0     | 0      | 0      | 375   |
| 10e  | Guillaume Martin | Cofidis               | 275     | 15    | 0      | 0      | 290   |

#### Classements mondiaux à l'issue de la course
| Rang | Coureur              | Équipe                | Points |
| ---- | -------------------- | --------------------- | ------ |
| 1er  | Tadej Pogačar        | UAE Emirates          | 4088   |
| 2e   | Wout van Aert        | Jumbo-Visma           | 3881   |
| 3e   | Primož Roglič        | Jumbo-Visma           | 3311   |
| 4e   | Mathieu van der Poel | Alpecin-Fenix         | 2686   |
| 5e   | Richard Carapaz      | Ineos Grenadiers      | 2584   |
| 6e   | Julian Alaphilippe   | Deceuninck-Quick Step | 2318   |
| 7e   | Egan Bernal          | Ineos Grenadiers      | 2312   |
| 8e   | Aleksandr Vlasov     | Astana-Premier Tech   | 1981   |
| 9e   | Alejandro Valverde   | Movistar              | 1925   |
| 10e  | Jakob Fuglsang       | Astana-Premier Tech   | 1775   |

| Rang | Équipe                | Points  |
| ---- | --------------------- | ------- |
| 1er  | Ineos Grenadiers      | 10151   |
| 2e   | Deceuninck-Quick Step | 8611.2  |
| 3e   | UAE Emirates          | 7600.66 |
| 4e   | Jumbo-Visma           | 7516    |
| 5e   | Bora-Hansgrohe        | 6123    |
| 6e   | Bahrain Victorious    | 5949    |
| 7e   | Astana-Premier Tech   | 5385    |
| 8e   | Alpecin-Fenix         | 5267    |
| 9e   | AG2R Citroën          | 4720    |
| 10e  | Movistar              | 4511    |

### Gains par équipes
Les gains cumulés par équipes lors du Tour de France 2021 sont répertoriés dans le tableau ci-dessous.
| Rang | Équipe                             | Pays                | Gains     | Meilleur classement général | Victoire(s) d'étape | Maillot jaune (jours) | Classements annexes                                     |
| ---- | ---------------------------------- | ------------------- | --------- | --------------------------- | ------------------- | --------------------- | ------------------------------------------------------- |
| 1er  | UAE Team Emirates                  | Émirats arabes unis | 619 580 € | 1er                         | 3                   | 14                    | Classement de la montagne, Classement du meilleur jeune |
| 2e   | Jumbo-Visma                        | Pays-Bas            | 359 520 € | 2e                          | 4                   | 0                     | -                                                       |
| 3e   | Barhain Victorious                 | Bahreïn             | 170 310 € | 9e                          | 3                   | 0                     | Classement par équipe                                   |
| 4e   | Deceuninck-Quick Step              | Belgique            | 149 690 € | 12e                         | 5                   | 1                     | Classement par points                                   |
| 5e   | Ineos Grenadiers                   | Royaume-Uni         | 134 590 € | 3e                          | 0                   | 0                     | -                                                       |
| 6e   | AG2R Citroën                       | France              | 121 230 € | 4e                          | 1                   | 0                     | -                                                       |
| 7e   | Bora-Hansgrohe                     | Allemagne           | 109 370 € | 5e                          | 2                   | 0                     | -                                                       |
| 8e   | Alpecin-Fenix                      | Belgique            | 81 180 €  | 29e                         | 2                   | 6                     | -                                                       |
| 9e   | EF Education-Nippo                 | États-Unis          | 69 610 €  | 10e                         | 0                   | 0                     | -                                                       |
| 10e  | Trek-Segafredo                     | États-Unis          | 62 390 €  | 20e                         | 1                   | 0                     | -                                                       |
| 11e  | Movistar                           | Espagne             | 50 140 €  | 6e                          | 0                   | 0                     | -                                                       |
| 12e  | BikeExchange                       | Australie           | 44 610 €  | 13e                         | 0                   | 0                     | -                                                       |
| 13e  | B&B Hotels p/b KTM                 | France              | 39 190 €  | 22e                         | 0                   | 0                     | Super-combatif                                          |
| 14e  | Groupama-FDJ                       | France              | 36 000 €  | 11e                         | 0                   | 0                     | -                                                       |
| 15e  | Astana-Premier Tech                | Kazakhstan          | 35 420 €  | 7e                          | 0                   | 0                     | -                                                       |
| 16e  | Cofidis                            | France              | 34 390 €  | 8e                          | 0                   | 0                     | -                                                       |
| 17e  | Arkéa-Samsic                       | France              | 32 430 €  | 28e                         | 0                   | 0                     | -                                                       |
| 18e  | Israel Start-Up Nation             | Israël              | 24 870 €  | 40e                         | 0                   | 0                     | -                                                       |
| 19e  | Intermarché-Wanty-Gobert Matériaux | Belgique            | 24 230 €  | 14e                         | 0                   | 0                     | -                                                       |
| 20e  | Lotto-Soudal                       | Belgique            | 23 640 €  | 65e                         | 0                   | 0                     | -                                                       |
| 21e  | TotalEnergies                      | France              | 21 960 €  | 46e                         | 0                   | 0                     | -                                                       |
| 22e  | Team DSM                           | Allemagne           | 13 450 €  | 45e                         | 0                   | 0                     | -                                                       |
| 23e  | Qhubeka NextHash                   | Afrique du Sud      | 11 650 €  | 21e                         | 0                   | 0                     | -                                                       |

## Aspects extra-sportifs

France.tv Sport (2018)

Eurosport (2015)

### Médiatisation de l'épreuve
- France TV Sport - France
- Eurosport France - France
- Eurosport - Europe
- ARD - Allemagne
- RTBF - Belgique
- VRT - Belgique
- DKTV2 - Danemark
- RTVE - Espagne
- RAI Sport - Italie
- TG4 - Irlande
- RTL - Luxembourg
- TV2 - Norvège
- NOS - Pays-Bas
- S4C - Pays de Galles
- RTP - Portugal
- Česká televize - République Tchèque
- ITV - Royaume-Uni
- EiTB - Pays Basque
- RTVS - Slovaquie
- RTV SLO - Slovénie
- SRG SSR - Suisse
- ESPN International - Amérique latine et Caraïbes
- Claro Sports -  Amérique Latine
- DirecTV - Amérique Latine
- TCS - Salvador
- CaracolTV - Colombie
- FloBikes - Canada
- NBC Sports - États-Unis
- Supersport - Afrique subsaharienne
- Global Cycling Network - Asie du Sud Est
- Eurosport - Asie du Sud Est
- BeIn Sports - Moyen-Orient et Afrique du Nord
- CCTV - Chine
- Zhibo TV - Chine
- J Sports - Japon
- Sky Sport - Nouvelle-Zélande
- SBS - Australie
- TV5 Monde - États-Unis - Afrique - Moyen-Orient - Amérique du Sud

Le Tour de France 2021 a été marqué par d'excellentes audiences pour France Télévisions. 3,8 millions de téléspectateurs (39,4 % de part d'audience) ont suivi en moyenne les 21 étapes retransmises en direct sur France 2, soit 340 000 téléspectateurs de plus que lors de l'édition précédente. Au total, la compétition a été suivie par près de 42,4 millions de téléspectateurs. L'étape reine du 14 juillet, entre Muret et Saint-Lary-Soulan, a obtenu la meilleure audience pour une étape du Tour depuis 2013, ce sont 5,9 millions de téléspectateurs en moyenne qui ont regardé la course sur France 2.

### Produits
Pour la troisième année consécutive, la marque Panini lance un nouvel album de vignettes, cette collection comporte 366 vignettes qui représentent les coureurs, les maillots des équipes, les vélos, les villes-étapes ou encore les cols les plus célèbres. De plus, cet album valorise les régions françaises avec la rubrique « Pour la petite histoire… » de l'historien Franck Ferrand.

### Partenaires

Maillot blanc à pois rouges du Grand Prix de la montagne.

- Les partenaires majeurs du Tour 2021 sont LCL, Skoda, E.Leclerc, Krys et Continental, respectivement du maillot jaune, vert, à pois, blanc et des vainqueurs d'étape.
- Les deux diffuseurs officiels sont France TV Sport et le réseau Eurovision.
- Parmi les partenaires officiels, on retrouve Vittel, Orange, Le Coq sportif, Enedis, Century 21, le chronométreur officiel Tissot, NTT, AG2R La Mondiale, Shimano, le partenaire du prix de la combativité Antargaz et celui du classement par équipes Namedsport.
- Les fournisseurs officiels sont Cochonou, Le Gaulois, Bostik, Senseo, Logis de France, Banane de Guadeloupe & Martinique, Sodexo, Adecco, FDJ, Domitys, Yamaha, Amora, Puget, AkzoNobel et Lesieur.
- Haribo et X-TRA sont les supporters officiels de cette édition.
- Doublet, XPO Logistics, Gruau, DNP, Norauto représentent les partenaires techniques.
- Les partenaires média officiels sont Le Parisien, France Info et France Bleu.
- Il y a quatre partenaires institutionnels : Les Départements de France, l'Association des maires de France, le Ministère de l'Intérieur et Ecosystem.

### Caravane publicitaire
En 2020, la caravane du Tour avait été réduite à cause de la crise sanitaire. Elle fait son retour en 2021. En effet, ce sont une trentaine de marques et 150 véhicules qui vont distribuer 12 millions de cadeaux promotionnels à la clé, tous recyclables. Le défilé est long de 10 km ; au total ce sont 650 personnes dont 480 caravaniers qui participent à la distribution.

### Conséquences de la crise sanitaire
En raison des restrictions sanitaires en vigueur en France au moment d'entamer l'édition 2021, la direction de course exige que le masque soit obligatoire au bord de la route. Pour les quatre premières étapes, aux aires de départ et d'arrivée, un pass sanitaire est exigé, il peut s'agir d'un test PCR ou antigénique de moins de 48 heures ou un certificat de vaccination à jour (sauf pour les enfants de moins de 11 ans qui ne sont pas concernés). De plus, dans certaines zones, des jauges de 1 500 à 4 000 personnes peuvent être fixées. Pour les coureurs, cinq tests covid sont obligatoires (deux avant le départ et trois durant la course), si une équipe possède au moins deux cas positifs, celle-ci doit quitter la course.
Malgré ces exigences, la grande majorité des spectateurs ne portait pas le masque au bord des routes du Tour.

## Infographies
- « Le parcours, les favoris, les Français... Tout ce qu'il faut savoir sur le Tour de France », sur BFM TV, 25 juin 2021.
- « Tour de France 2021 - Tadej Pogacar, Primoz Roglic, Richard Carapaz et les autres : les favoris passés au crible », sur Eurosport, 25 juin 2021.
- « Les enjeux du Tour de France 2021 », sur L'Équipe, 25 juin 2021.
- « Le parcours du Tour de France 2021 : étape par étape, dates, villes et profils de la 108e édition du 26 juin au 18 juillet 2021 », sur L'Équipe, 25 juin 2021.
- « Tour de France 2021 : Alaphilippe, Bouhanni, Gaudu... Quel bilan pour les Français ? », sur Franceinfo, 18 juillet 2021.
- « Tour de France 2021 - le résumé du Tour », sur Eurosport, 19 juillet 2021.